# 高雄市歷史

高雄市地理位置圖

高雄有所記載的历史可遠溯至荷屬時期前的明朝，而高雄原名包括有打狗與打鼓等，在明代與清代兩朝文獻中上述二種用法都曾被採用；至於「高雄」一詞，則是在日治時期所命名。
14世紀以前，打狗嶼本為臺灣原住民族平埔族西拉雅（Siraya）族的分支馬卡道（Makatau）族的居住地。15世紀左右，此地的馬卡道族為抵禦來犯的海盜，以遍植刺竹的方式作為防禦工事，並將地名取為「竹林」（Ta-kao）。有學者認為馬卡道語「Takau」一詞應該是指「雞」。由於發音似漢人語言中的「打狗」（Ta-kau），故被漢化譯稱「打狗」或「打鼓」。荷蘭東印度公司則稱此地為Tankoya，稱打狗港為Tancoia；此外日本古代稱呼台灣為「高砂」，也與高雄的古稱「打狗」有關。台灣日治時期後，因「打狗」（Ta-kau）音近京都附近的高雄山(たかお) （页面存档备份，存于）的日文發音，且台灣總督府官方覺得其原名不優雅，故當時的總督府總務長官下村宏將「打狗」改名為「高雄」。
然而上述的說法並未受到著名的台灣史學者翁佳音所支持，他本人覺得「打狗」，跟日本學者猜測的「竹林」並沒有關係，而是以荷蘭語拼閩南語音的訛傳，本來是Tancoija打鼓仔，是海浪聲的擬聲字，後來變成鼓山，再訛為打狗。這種地名的命名規則就跟「鼓浪嶼」很類似。從清朝詩人形容打鼓山的詩句：「縱觀魚躍硫磺水，諦聽潮來打鼓門。偏是怒濤風雨後，赤鱗金甲吼乾坤。」以及「打鼓山頭石罅開，懸崖倒拍海潮迴；雷聲鼎沸浮空翠，萬里風檣認影來」可以窺知一二。所以就上述可以推論，此地早期歷史和閩粵漁民的活動關係密切。
據目前考古調查，打狗地區有人類活動的紀錄可追溯到在約7000年前。而正式明文記載的文獻則是出現在1603年（明神宗萬曆卅一年），當時明朝將軍沈有容，率水師到澎湖台灣追剿倭寇，隨軍福建人陳第著《東番記》，稱高雄為「打狗嶼」。
|  | 東番夷人不知所自始，居澎湖外洋海島中，起魍港、加老灣、歷大員、堯港、打狗嶼、小淡水、雙溪口、加哩林、沙巴里、大幫坑、皆其居也。 |

## 史前文化

考古遺址位置與古代高雄的海岸線

高雄地區現階段所發現最早的人類遺跡大概在4700到5200年前。已知的遺址多數圍繞在古高雄灣四周的丘陵上，包含壽山、龍泉寺、桃子園、左營舊城、左營、後勁、覆鼎金、鳳鼻頭等多處。其中龍泉寺遺址所測得的年代與文獻記載的馬卡道族的時間剛好相銜接，有相當高的淵源關係。而已發現的遺址多數都因開發而破壞，只有龍泉寺遺址保留較完整，鳳鼻頭遺址還有部份未破壞，左營舊城遺址城垣部份在國定古蹟內尚保存著。
在文化類型上，包括大坌坑文化、牛稠子文化、大湖文化、蔦松文化、鳳鼻頭文化及近代的漢文化。其中鳳鼻頭文化是台灣發現的新石器文化的代表，接受大陸文化的影響最為顯著。鳳鼻頭文化延續的時間很長，為蘊藏多層位疊壓的文化層，主要分佈在台灣西海岸的中南部，又以林園區鳳鼻頭遺址為代表。由於各個時期的文化特徵均出現於鳳鼻頭遺址，故稱鳳鼻頭文化。
桃子園貝塚則位於北柴山西北側舊桃子園聚落海邊，是高雄市發現最早的文化遺址。出土文物包括陶器、石器等工具、器物，並有貝塚及棺廓墓葬的遺跡，屬牛稠子文化層，後有大湖文化層，是一種夾雜農、漁、獵型態的人類文化社會。在壽山地區還存在著小溪貝塚和後方山洞遺址，後山洞遺址則為蔦松文化層，距今約2000年至400年，洞穴內發現成年男子骨架、砂鍋，並有鐵器出現。而龍泉寺遺址位於壽山東側山腰，地勢較為平坦開闊，是史前文化人主要的活動範圍，也是高雄地區史前文化遺物分布最為豐富的區域。龍泉寺遺址屬於蔦松文化，距今約400年至2000年。是早期原住民食用貝類後堆積的遺跡，以多處貝塚為其特色，陶片數量亦多，亦有發現陶環、石斧、骨針等器物在文獻上也被稱為「小溪貝塚」。
左營舊城遺址是位於左營舊城南門北側、半屏山西南端與蓮池潭西北岸間的水田田埂側的史前遺址，所出土的漢人硬陶及瓷器，為目前所發現的近代漢人文化中內涵最豐富的遺址。由從幾處遺址出土的遺物，可推測當時古高雄灣可能為潟湖狀態，採集和漁獵是當時的最主要的維生方式。出土文物包括赤褐色的籠目紋、魚紋、方格紋等陶器，也被學者們稱為「左營貝塚」。其文化類型為大湖文化類型及清代漢文化。此外，亦有發現斧鋤形器，故當時古高雄地區應該也有農業行為。
鳳鼻頭遺址所在為一處海升的台地，由上升的海岸和沖積平原所形成，是日治末期所發現的遺址，遺址中包含多個不同文化，為台灣重要的史前遺址之一。主要分為三個文化層：首先是大坌坑文化，出現典型的大坌式繩紋陶，質細含砂，其年代約在4700年至5200年前。第二為牛裯子文化，以繩紋紅陶為主，並有部份夾砂紅、灰陶和泥質紅陶，其年代距今約3500年前。由出土文物中可以推測是一個此一文化層為農、漁、獵並重的生活型態。第三是鳳鼻頭文化，以出現貝塚和紅褐素面夾砂陶為主要特色。其年代大致在3500～2000年前。生業型態表現出對農業依賴，聚落型態和前期大致一樣，但從大量增加的陶器，可判定人口密度增加。

## 開墾時期（1624年之前）

### 馬卡道族
約在2000年至400年前，柴山仍為四面環海，山腳一帶屬淺海地形，當時打狗地區的聚落是由馬卡道族（Makatao）所形成的部落。一般認為（由小川尚義於1944年提出）馬卡道族為西拉雅族的一支，並同屬於平埔族，原居鳳山地方至下淡水溪（今高屏溪）流域，部落分佈在高雄一帶地勢較高的丘陵及河邊一帶，包括柴山、覆鼎金、桃子園及打狗港一帶，後移至屏東平原之山麓地帶（今屏東縣新埤鄉、內埔鄉之老埤、高樹鄉泰山村一帶），亦有移至恆春、臺東方面。台灣府志中所提及的「鳳山八社」，就是指馬卡道族中勢力最大的放索、阿猴、塔樓、加藤、武洛、力力、上淡水、下淡水社等八個社群。由於居地緊鄰排灣族的分佈範圍，因此和附近排灣族有密切往來關係。
由於早期高雄地區仍屬潟湖狀態，蘊藏著豐富的魚蝦貝類，以漁獵採集為主的先住民習慣將垃圾堆積，於是形成今日遺跡中所見的貝塚。貝塚中除許多獸骨和貝類之外，同時也發現許多陶質容器的碎片。而在十六及十七世紀時，打狗地區的馬卡道族經常受到來自中國和日本的海盜侵擾，這些先住民為了防禦海盜入侵，住家四周圍經常會種植刺竹林以作為防禦之用，因此所住地方就直接以竹林的平埔語Takou命名。而竹林同時也提供先住民食、衣、住、行的需要，因此竹林在早期打狗的平原地區十分常見。有學者認為平埔語Takau是指「雞」的意思，鳥居龍藏在1896年的調查，記錄祖居舊鳳山平埔語稱「雞」為「tak'ka」。平埔語Takou音譯近似於閩南語的「打狗」，於是漢人便以「打狗」稱之，而附近的山就直接稱做「打狗山」，此即為高雄舊稱「打狗」的由來。

### 海盜活動
明朝海盜猖獗，常有來自中國、以林道乾為首的中國海盜和來自日本、船上掛著八幡菩薩守護旗的日本倭寇。之後由於明朝官府的圍剿，部分海盜便轉往打狗發展。明朝末年，鄭芝龍降伏朝廷，並以此為後盾屢敗海盜，台灣海峽的海盜出沒漸減。
在荷屬時期之前，打狗地區最有名的中國海盜當屬民間故事中的林道乾。相傳明朝嘉靖年間，海盜林道乾在海上劫掠許多財寶，並在打狗港停船時將劫掠來的金銀珠寶分裝在十八個半的竹籃中，並藏匿在打狗山中。而在滯台期間，聽信風水師吳半仙的進言：只要將其父葬於蕭壠（今 臺南市佳里區）的龍穴，並將神箭祭於供案，口含百粒白米睡百天，之後在破曉時分向西北方的京城連發三箭，即可取得天下。之後某日林道乾上打狗山打獵時，捕獲一隻棲宿於打狗山中的神雞，鳴聲可達三百里，神雞啼時群雞亦會跟著啼鳴。林道乾捕獲神雞後交代甚妹金蓮飼養，以待百日後報曉，發箭京師以取得大業。
百日前夜，林金蓮整夜點燈守候神雞不敢睡去。午夜時，林金蓮抱出神雞撫摸，但卻將神雞驚醒並誤以為破曉時刻已到而高聲啼鳴。一夜難眠的林道乾聽到雞鳴認為時辰已到，便取出刻有「林道乾」名字的三支神箭，向西北方的京城連發三箭。射畢後，林道乾認為大功已成，便開始沉醉在帝王夢之中。但三支神箭雖射在京城金鑾殿的龍椅上，但時屬午夜，皇帝並未上朝。翌日五更，皇帝發現林道乾射箭謀反，並發兵討伐林道乾。
林道乾見事機敗露，但倉促之間無法搬運埋在打狗山中的十八籃半金銀，而林金蓮又捨不得金銀，堅持留下看守，以致延誤林道乾一行逃離，林道乾情急之下，拔出腰間佩劍斬殺其妹並衝出重圍。在逃離過程中，林道乾將寶劍奮力一劈，將打狗山與旗后山山間的山谷劈出一處裂口使海水湧進，林道乾便與手下從裂口由水路逃走，時為1563年（嘉靖四十二年）。

《鳳山縣采訪冊》亦載：
|  | 埋金在打鼓山巔，相傳明都督俞大猷討海盜，林道乾入台灣，艤舟打鼓山港，殺其妹，埋金山上，時有奇花異果，入山樵採者或見焉。若懷歸，則迷失道；雖誌其處，再往終失之。 |

而其他的史料則散見於《台灣通史》及《鳳山縣志》。
在林道乾之後，萬曆年間水師曾三度征討盤據台灣的倭寇（1574年、1603年及1617年）。其中1603年（明萬曆卅一年），將軍沈有容率水師到澎湖和台灣追剿倭寇，隨軍福建人陳第曾記載文著「東番記」稱高雄為打狗嶼，這也是第一本記錄當時台灣先住民生活狀況的文獻。

## 荷蘭殖民時期（1624年—1661年）
1624年（明天啟四年），荷蘭東印度公司在澎湖被明朝水師打退，轉而退守台灣另組織東印度公司，並實施殖民主義。當時的打狗港已是台灣南部重要漁港，而荷蘭人稱當時的打狗為Tankoya，打狗港為Tancoia，而荷蘭傳教士華倫泰因在所著的《荷蘭貿易誌》地圖上則稱打狗山為「猿山」（Ape Berg），並常見於18世紀後的歐洲航海圖上。荷蘭殖民時期台灣共分為五個會議區，高雄地區當時隸屬南部地方會議區。1630年（明崇禎三年）福建旱災嚴重，當時接受明政府招撫的鄭芝龍，建議福建巡撫熊文燦招民數萬至台灣開墾荒地，為近代漢族由政府大规模组织移民入台之始。

## 明鄭時期（1661年 — 1683年）

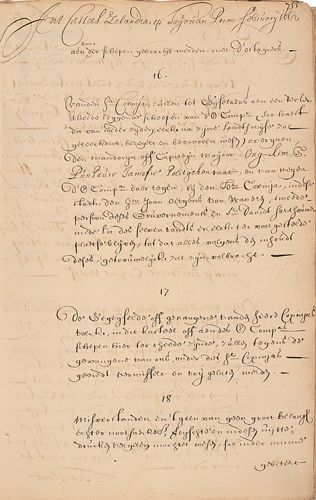
1662年，鄭成功與荷蘭人的締和條約

明永曆十五年（1661年），鄭成功率軍征台驅走荷蘭人後，鄭氏改稱台灣為東都，設一府二縣，府曰承天府，縣為天興縣、萬年縣。實施軍屯制度。萬年縣轄境相當於今之高雄市、屏東縣及台南市一部份區域。在打狗山下的東北南地區，分別有明鄭軍隊的各路軍隊駐屯，有左營、前鎮、後勁、前鋒尾、右沖（今右昌）等，部分古地名沿用至今日。
永曆十六年（1662年），鄭成功病逝，子鄭經繼位。永曆十八年（1664年）改東都為東寧，改制天興、萬年兩縣為州，仍屬承天府。永曆卅五年（1681年），鄭經病逝，其子鄭克塽繼位。
永曆卅七年（康熙廿二年，1683年），清政府福建水師提督施瑯率兵征台，鄭克塽降清，結束明鄭時期。

## 清治時期（1683年 — 1895年）

### 清治康熙時期

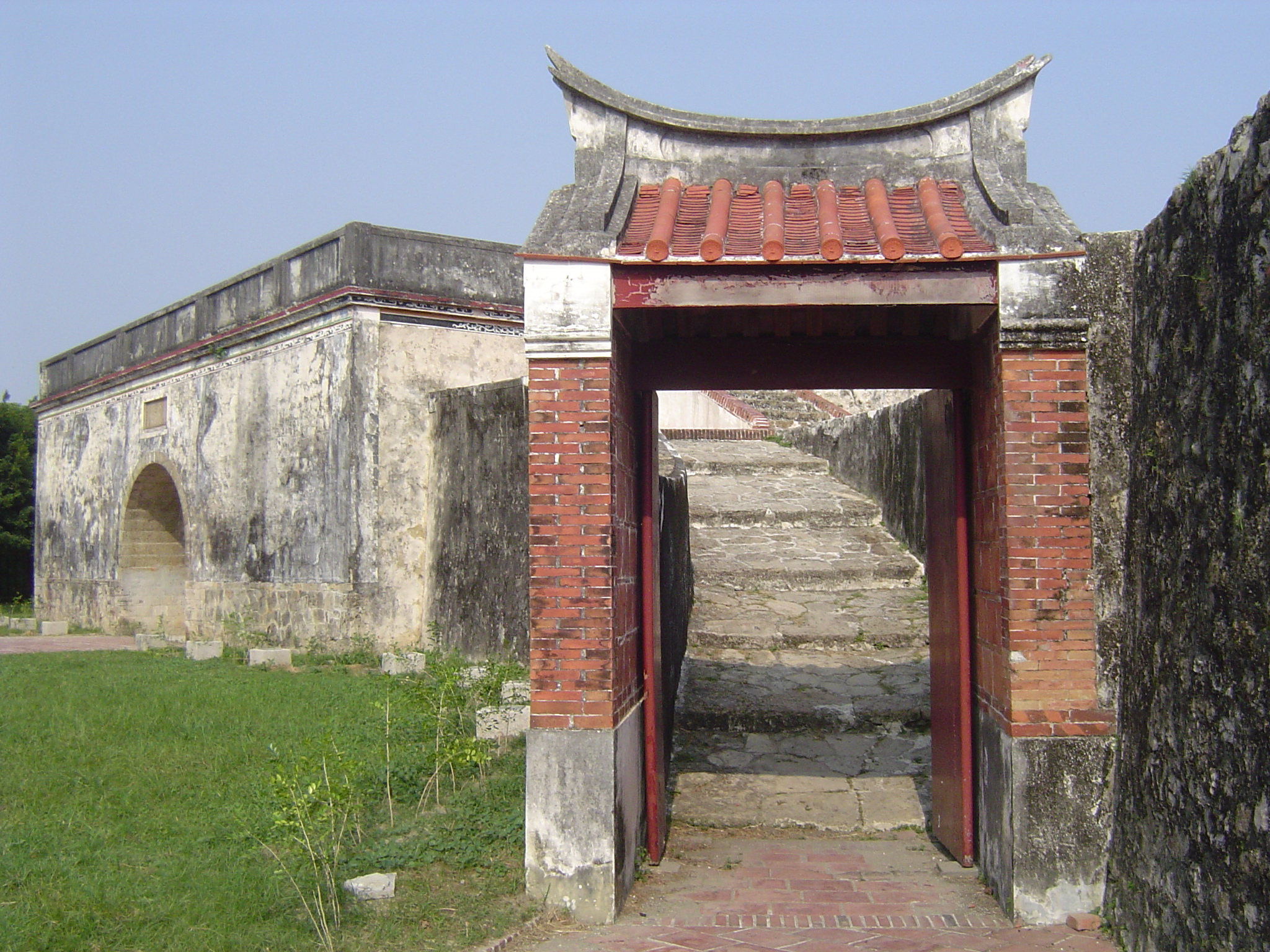
鳳山縣舊城東門馬道入口

康熙二十二年（1683年），施琅平臺之後，力主臺灣應收歸版圖，同年七月，臺灣劃歸為福建省管理，翌年設台灣府及鳳山、臺灣、諸羅三縣。鳳山縣縣治即設在興隆庄埤仔頭（左營舊城），首任知縣為楊芳聲，康熙廿三年（1684年），楊芳聲興建文廟於興隆庄。康熙四十三年（1704年），知縣宋永清建縣公署及崇聖祠於縣治內。康熙四十八年（1709年），又在興隆里設學田九十甲，以籌教育經費。次年，建義學書院於文廟左側，於是官學、私學並興，文風日盛。康熙五十八年（1719年），初修《鳳山縣志》完成。此一時期最著名的知縣為曹謹，左營地區的曹公圳為期任內所建。

### 行政區域劃分

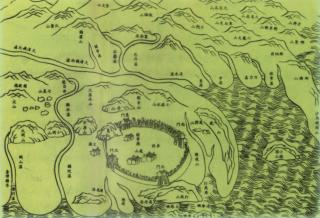
臺灣府志中的鳳山縣治圖

清治時期，清政府廢承天府另建台灣府，分萬年州為台灣、鳳山二縣，隸屬台灣府。鳳山縣治設於埤仔頭，高雄市地區遂由萬年縣轄改歸鳳山縣轄。光緒十三年（1887年），再調整行政區域為三府一直隸州三廳十一縣，高雄仍隸屬鳳山縣。
光緒廿年（1894年），甲午戰爭中國戰敗，翌年簽訂馬關條約，割讓台灣、澎湖予日本。

### 地方建設
清治時期鳳山知縣最受後人緬懷的，為道光年間的曹謹。曹謹於道光十七年（1837年）上任時，鳳山縣旱災頻傳，次年即大規模開鑿水利圳渠，引下淡水溪（高屏溪）水源灌溉農田，為清治時期台灣的三大水利工程之一，任滿離開當日，受惠農民群集縣城送別，為紀念其開圳功業，取圳名為曹公圳，並建曹公祠（現已改名為曹公廟）。曹公圳目前仍有部分兼具灌溉與排水功能。曹公廟旁設農田水利會，廟前有曹公國小及曹公路。

### 打狗港

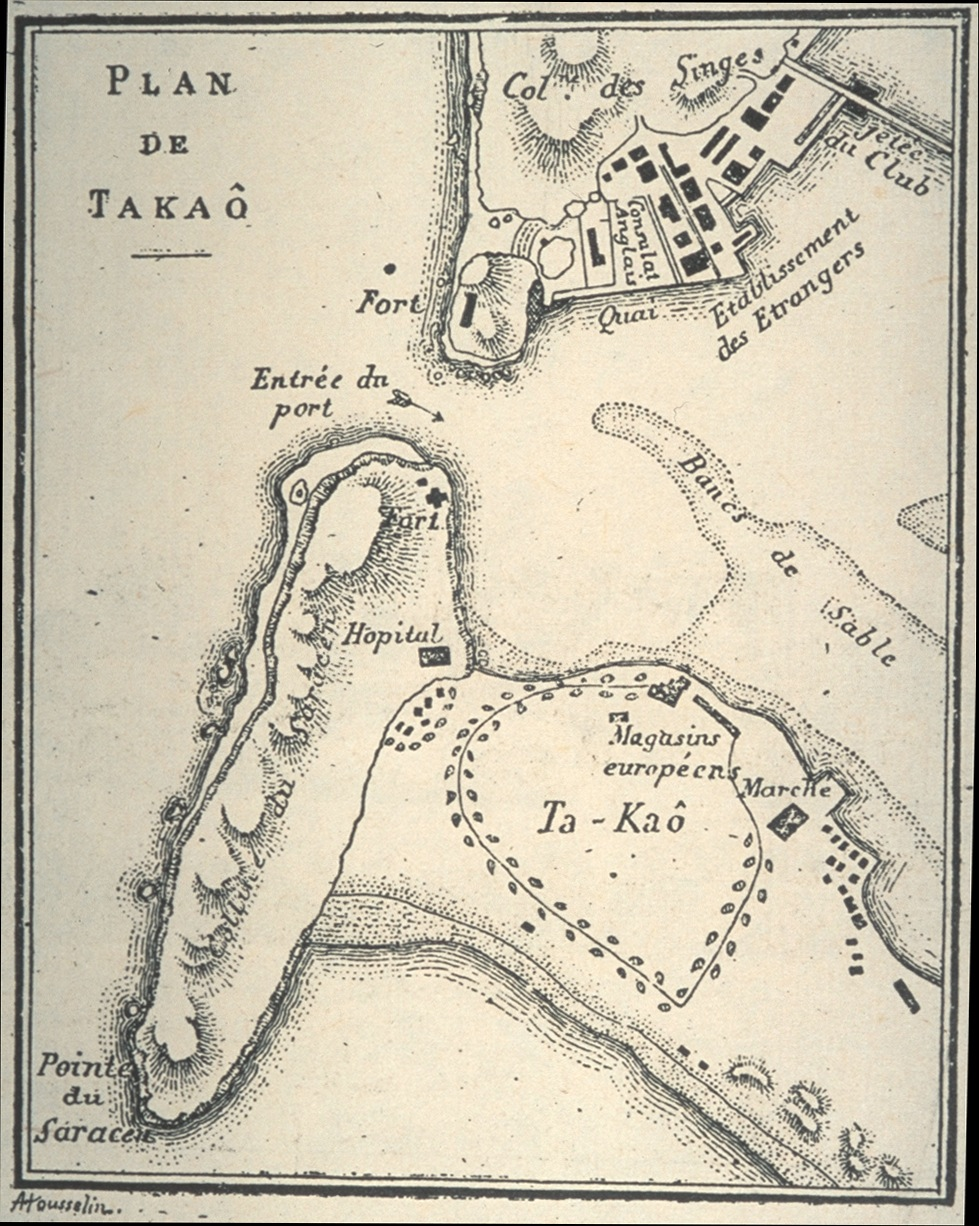
1893年的打狗港地圖

清政府統治台灣之後，仍以台南為行政中心所在，而貿易港口在安平，但因打狗地近台南，且腹地有漁、鹽、糖、米之利，故有「南路米由打狗販運」之說，使打狗在漁港機能外，又具有地區性商港的功能。清代中葉以後，由於安平港淤淺，以致於「海泊往來遂不赴鹿耳，而趨打狗」，遂使打狗的商業活動漸居重要性。咸豐五年（1855年），美國威廉安遜洋行（William, Anthon ＆ Co.）以建設打狗港為條件交換通商特權，並為此投資4萬5千元，打狗港的近代化雛形漸具，並進入國際貿易之開端。
1860年（咸豐十年），清廷簽訂北京條約，被迫開放淡水、雞籠（今 基隆市）、安平、打狗四港。同治二年（1863年），打狗正式開港。翌年，打狗港設置海關，英領事館自淡水遷至打狗。

### 地區
漢人定居打狗正式的明文記載始自1673年（康熙十二年），第一批移民者（徐阿華等十餘家）先搭草寮，以後逐漸擴大，乃建莊住家，永久定居。至1691年（康熙卅年），已形成一有規模的漢人村落，戶數達二十餘家，並建立媽祖宮（現今旗后天后宮之前身）以為精神寄託。雍正四年（1726年），荷蘭傳教士編纂的台灣地圖，稱旗后為漢德那斯島（Handelarrs），稱旗后半島為沙拉生頭（Saracen Head）。咸豐十年（1860年），訂立北京條約後，旗后地區成為通商口岸，同治二年成立旗后海關分關，打狗港自此成為國際商港。旗后的通山里一帶成為商賈聚集的交易場所，洋行、商店林列，形成當時打狗地區最繁榮的商業市街。今天后宮旁的通山巷，當時為外商雲集之處，碼頭邊的福聚樓是高雄酒家的濫觴。
在電信方面，牡丹社事件後，丁日昌巡視旗后，並於光緒三年奏准設立電報線二線，總長約九十五華里，且設旗后分局，是台灣電報局之創始。

## 日治時期（1895年 — 1945年）

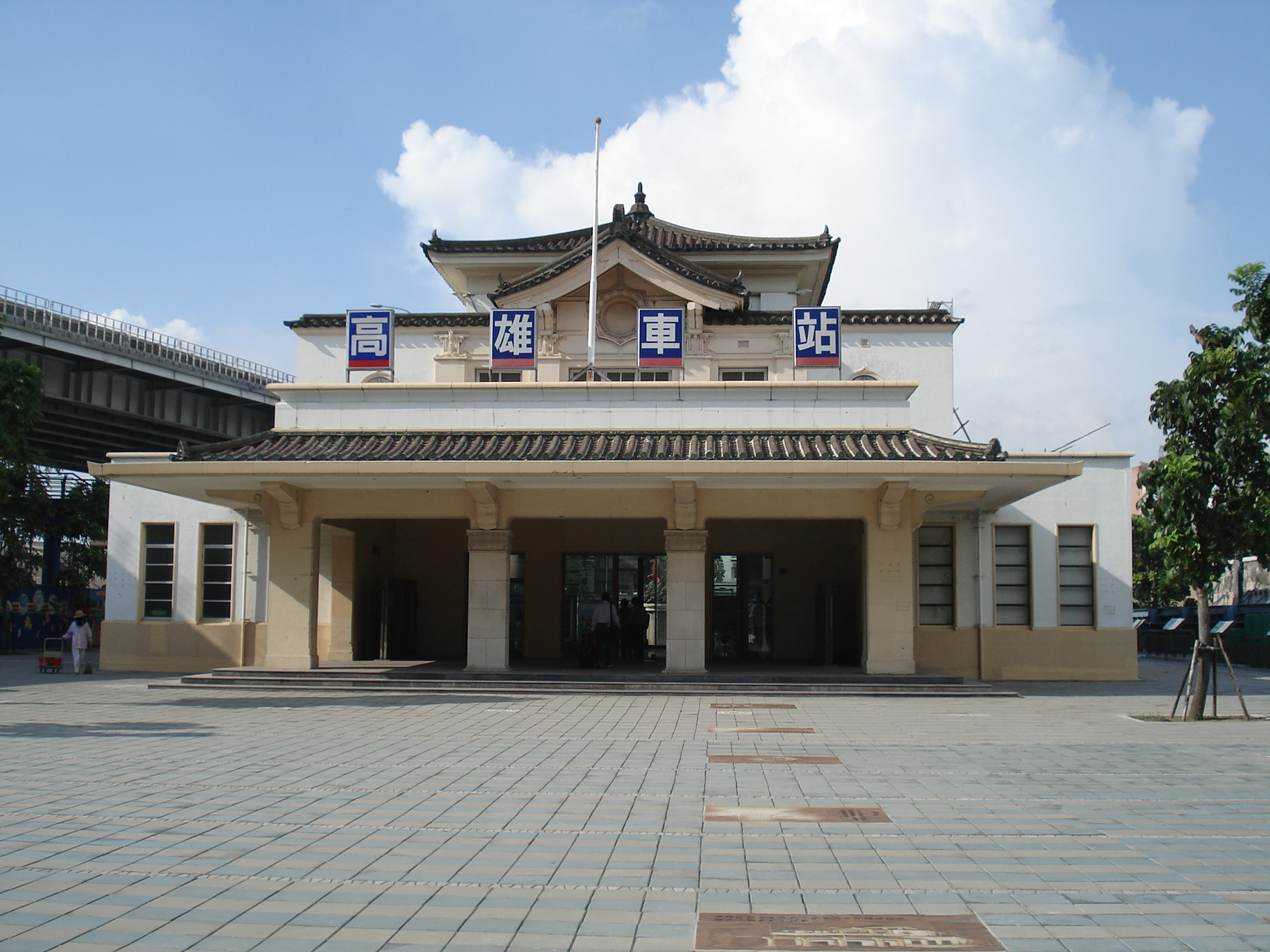
現已成為「高雄鐵路地下化展示館」的舊站房

日治期間，高雄港的開發始於1899年的臺灣總督府民政長官後藤新平南臺灣巡視。1900年6月起，日治政府開始對打狗港進行探勘及調查，前後歷時8個月，並花費7800日圓，使當時的日治政府對打狗港的氣象、地形、地質、潮流等各方面詳細的資料有更進一步的了解。之後日本積極建設高雄，包括修築鐵路、建設高雄港、設火車站、城市規劃，並引進煉油、機械、造船、水泥等工業，使高雄在不到五十年的時間，一躍成為全台灣第二大都市。

### 日治初期（1895年 — 1919年）

日治時期高雄市市徽由「高」字的片假名「タカ」變體成上下兩菱組成，象徵寶錘。

日本進駐台灣並設立台灣總督府，由於治台的政策尚未確立，因此參酌清政府舊制，1895年6月設三縣（台北、台灣、台南）一廳（澎湖），在縣、廳之下設12支廳，當時高雄地區隸屬台南縣鳳山支廳，其後行政組織經多次變革。1897年5月27日，台灣總督府改正台灣地方制度為六縣（台北、新竹、台灣、嘉義、台南、鳳山）三廳（澎湖、宜蘭、台東），在縣、廳下設86個辨務署，辨務署下設街、庄、社，其中縣、廳、及辨務署下設有參事，街、庄、社亦設有街庄社長。
1901年11月9日，台灣總督府廢縣及辨務署，將全台設置20廳（台北、基隆、宜蘭、深坑、桃仔園、新竹、苗栗、台中、彰化、南投、斗六、嘉義、鹽水港、台南、蕃薯寮、鳳山、阿猴、恆春、台東、澎湖），廳底下設支廳，街、庄、社制仍因舊，廳仍設有廳參事，阿猴廳則今日高雄。1909年10月，併全台20廳為12廳（台北、宜蘭、桃園、新竹、台中、南投、嘉義、台南、阿緱、台東、花蓮港、澎湖），仍置廳參事。
日治初期，日本人便開始有計畫地將打狗建設成小具規模的港口都市，特別是自1908年起，大力整建高雄港成為現代化港口，為日本帝國勢力向東南亞擴張作準備；另外，自1900年起，斗六至打狗縱貫線鐵路漸次完工，打狗停車場為縱貫線鐵路端點站所在地。接近港口的哈瑪星（Hamasen，日文「濱線」之意）與鹽埕埔（今 鹽埕區）一帶成為當時發展最為快速的區域。大正三年（1912年）起，日治政府鐵道部有感於業務增加，擬擴建車站，決定以疏濬打狗港的泥沙填築鹽田作為建築用地。打狗港築港工程全面施工後，將港內挖出的泥沙填平鹽埕後，鹽田變為新生地，人口激增，工商急速繁榮，成為高雄市的商業、政治中心。當時並設有「打狗整地株式會社」，專事收購土地。
而打狗港經過日治政府擴建後，已初具現代化港口的規模，最明顯的成效，便是打狗港對外貿易營收的成長。1907年的對外貿易額首次突破一億日圓，佔全台貿易額的一半左右。1934年以後貿易額達到二億日圓，而1937年更是突破三億日圓。當時高雄港為臺灣第二大港，僅次於基隆港，主要貿易對象為日本，輸出貨物以米、糖、香蕉、鳳梨罐頭等初級農產加工產品為主；輸入的物品，則是以肥料為大宗。
在教育方面，日本人在1898年設立旗后地區打狗地區第一所台灣人就讀的學校—打狗公學校，為目前旗津國小前身。日治初期的旗津，在市政上亦占有重要一頁。1909年，打狗區役場設在大竹里旗後街，管轄大竹里內的鹽埕庄、烏松、旗津街、中洲及興隆里內的哨船頭街、鹽埕埔等。至1920年成立高雄街，街役場移於哨船頭，在此之前的10年間，旗后一直是打狗市政的重心。1925年，高雄市實施町名改正，市區劃分成14町，今日的旗津區始設有旗津、平和、綠等三町。
在工業方面，打狗工業原是以傳統的糖業生產為主。日治初期，因建設高雄港及因應糖業製造而開始有現代化的機械工業。1915年，為了島內的各項現代化建設，淺野洋灰株式會社開始開發壽山石灰岩（水泥礦），開啟高雄地區歷時超過半個世紀的水泥工業。

### 設置高雄州（1920年 — 1945年）

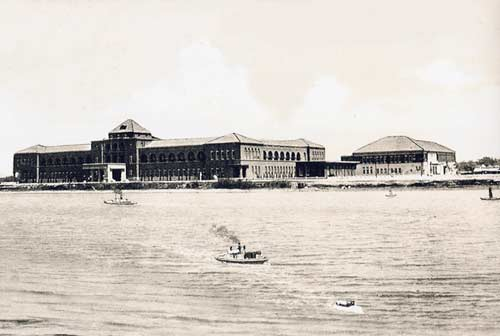
高雄州廳

1920年10月（大正九年），第八任總督田健治郎再次調整行政區，廢廳設州，改西部十廳為台北、新竹、台中、台南及高雄五州，將高雄改制設州，並採用打狗的日語諧音（漢人以台語音譯為「打狗」（ta-kao）。日語中的「高雄」兩字發音為「taka-o」），譯為高雄，「高雄」一名首次正式出現於行政區名上。高雄州下設高雄、鳳山等八郡，共轄六街、四十四庄及一二六社（山地區），包括今天的高雄市、屏東縣，州廳最早設於高雄街（今五福四路底與鼓山一路交叉口），1931年隨著高雄市區東擴，高雄州廳遷至高雄川東岸的新州廳（今高雄地方法院）。1921年，高雄都市計畫擴大，日治政府將高雄市前鎮三塊厝以東的地區劃為工業區，即是為了因應新增的工業發展。
1923年4月時，當時的裕仁太子曾造訪台灣，下榻壽山館（今國立中山大學教職員宿舍區）。

### 高雄市時期（1924年－1945年）

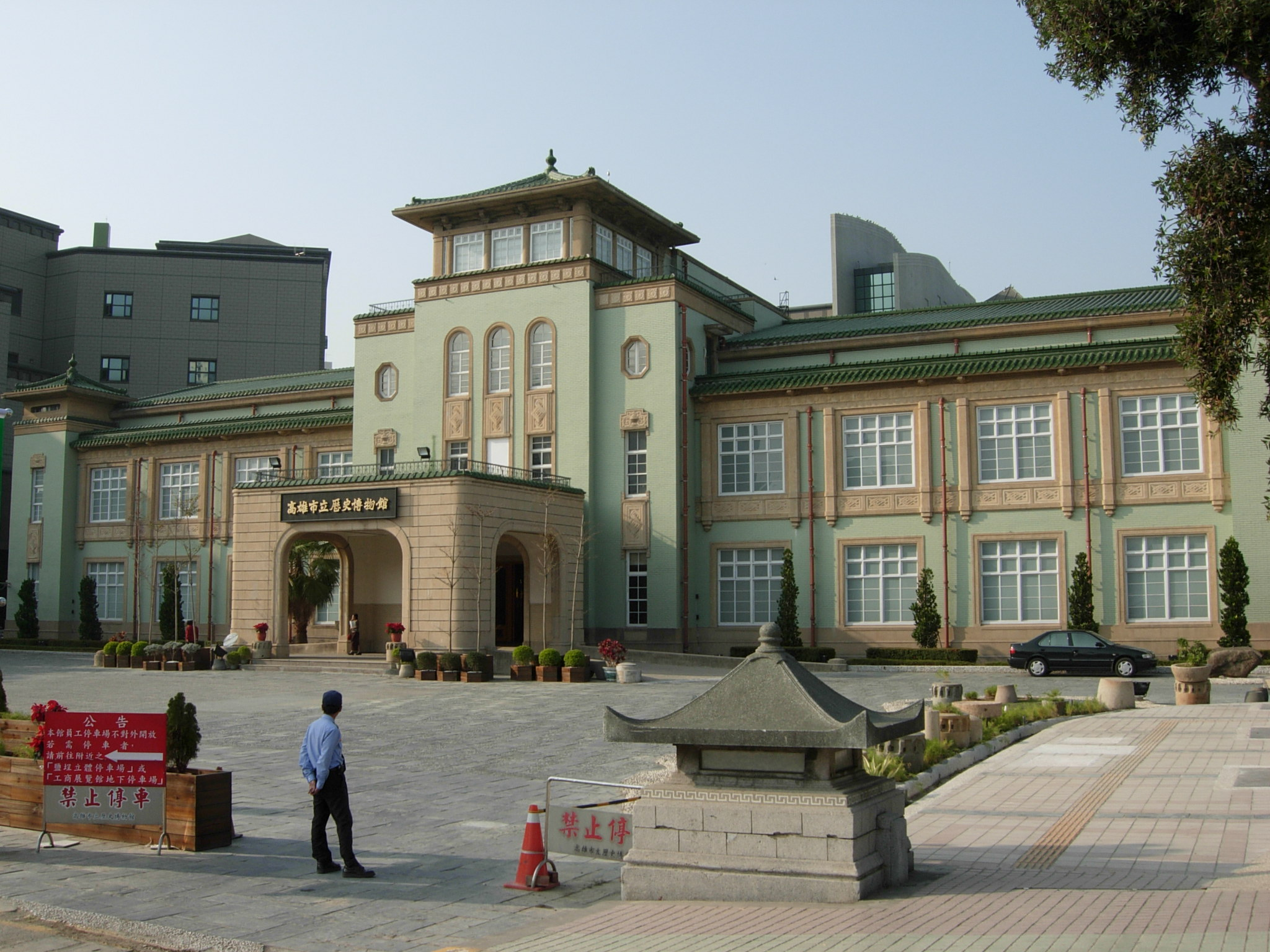
高雄市政府舊廳舍（現為高雄市立歷史博物館）

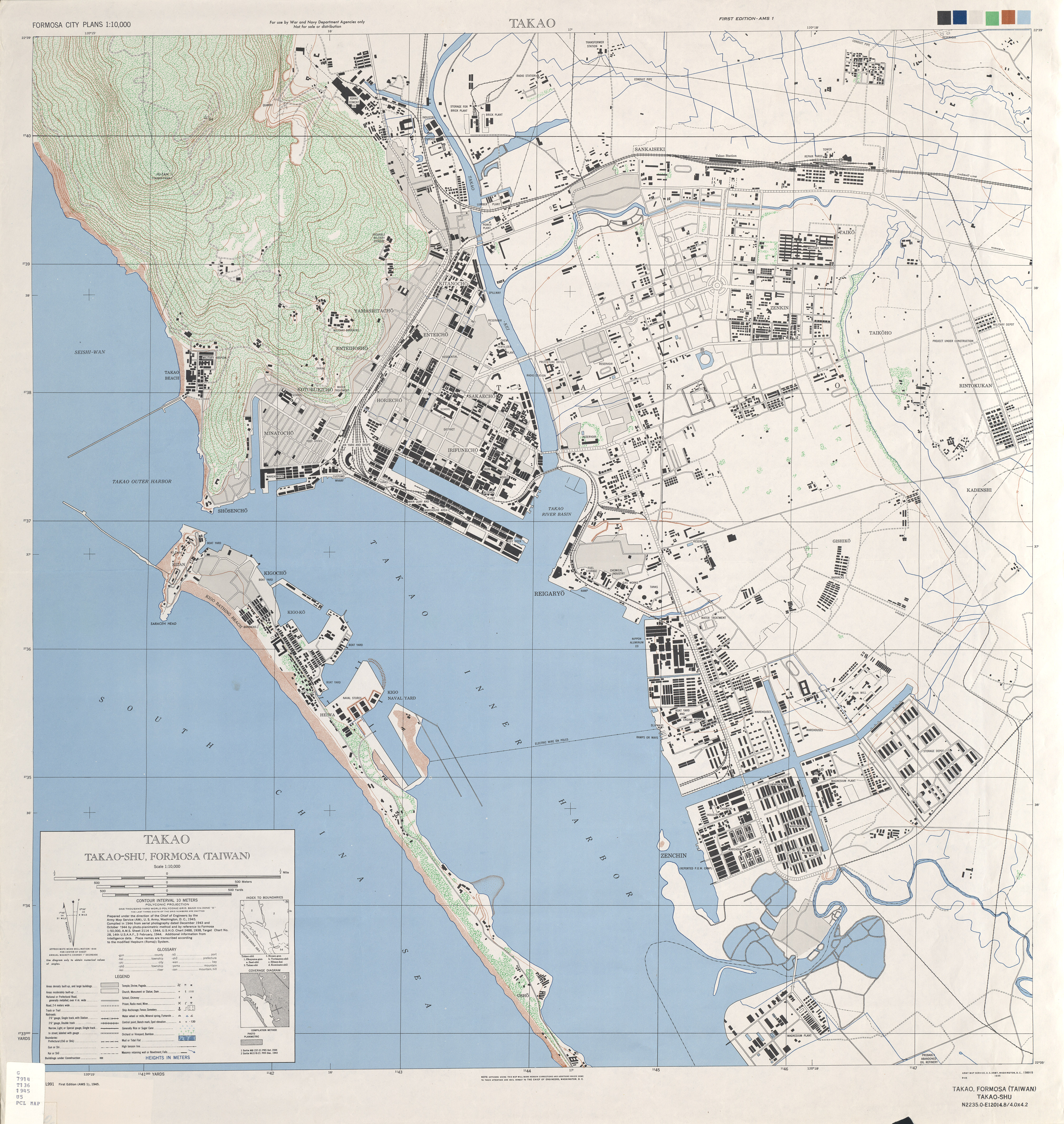
日治末期高雄市地圖

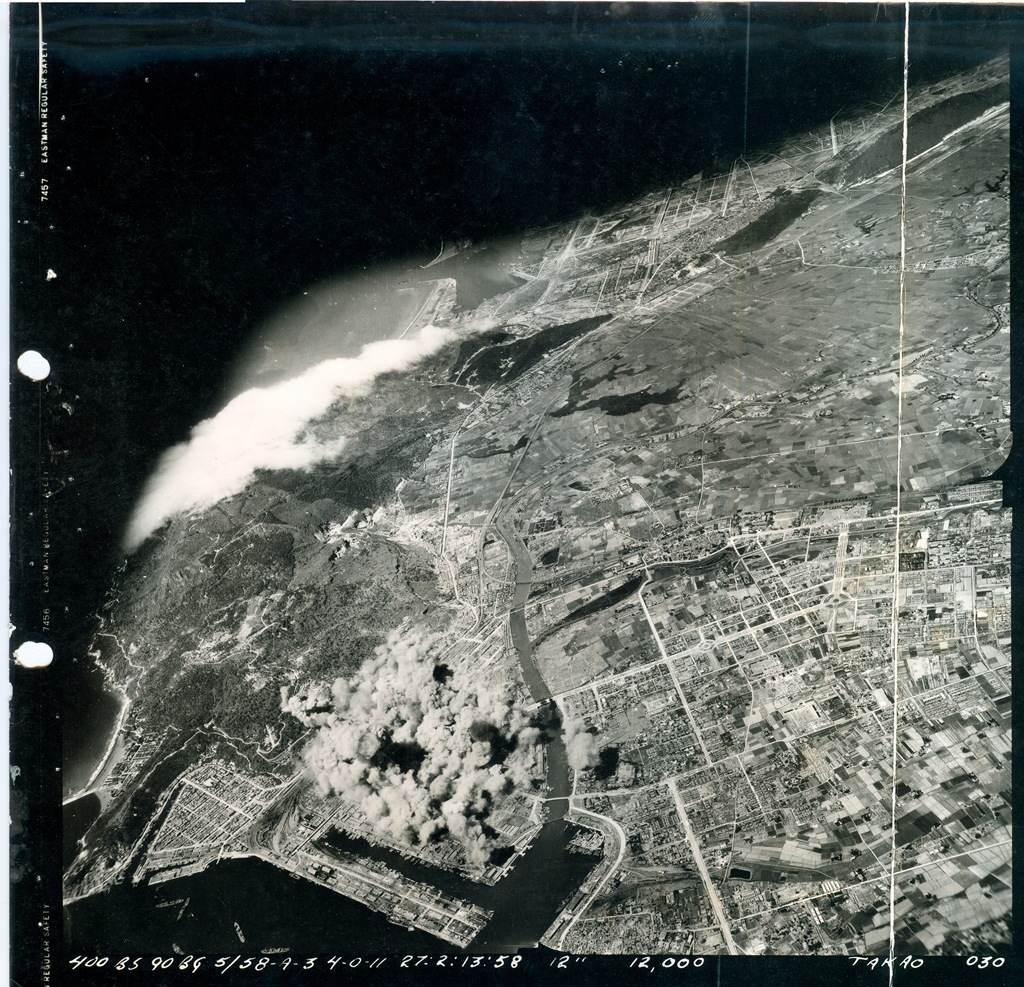
1945年美軍所拍攝的空照圖，可見正受轟炸的今日鹽埕區一帶，以及高雄川（愛河）以東的零星開發。

1924年（大正13年），廢高雄郡、街，改依台灣市制，設立高雄市，市役所設於現今鼓波街代天宮址，直屬高雄州，此為高雄設市之始。1939年，市役所遷至鹽埕埔榮町，即高雄市政府舊廳舍（現為高雄市立歷史博物館）。人口由設州的三萬五千人，增加到1940年的16萬人，為台灣的第二大城。1936年（昭和11年），公布以40萬人口為目標的「大高雄都市計畫」。
1937年，高雄港第二期工程完工之後，配合戰爭的需要，新建煉油廠、造船所、軋鋼廠、硫酸錏廠、肥料廠、造紙廠等，完成高雄初步的重工業化。日本鋁業株式會社、南日本化學工業株式會社等新興重工業是集中於高雄市，而岡山的武智鐵工所及豐國鐵工所，則是因日本海軍航空器材之需而設立。這些日治末期的重工業建設，為後來高雄地區奠定了重工業的基礎。
1940年，高雄市轄區擴張，併入左營庄和鳳山街、小港庄、鳥松庄的五塊厝、籬子內、草衙、佛公、本館、獅頭。1944年，又再併入楠梓庄的部分大字。
二戰期間，高雄州境內有燕巢、高雄、左營、大崗山、東港等海軍飛行場；以及屏東北、屏東南、里港北、里港南、旗山北、小港、小港東、鳳山、平頂山、潮州、潮州東、佳冬與恆春等陸軍飛行場。另一方面，當時在鳳山設有無線電信所，是日本當時最大的幾座之一。而高雄在當時也成為日本在太平洋戰爭中的重要基地。
1944年到1945年間，盟軍對高雄地區展開多次空襲，使高雄港及其他設施受到了嚴重的破壞。造成倉庫摧毀、船隻沈沒，以及包括日本鋁業高雄工場的工業和其它建築受損等。具體如1944年6月底一次針對高雄的攻擊等。

## 戰後時期（1945年以後）

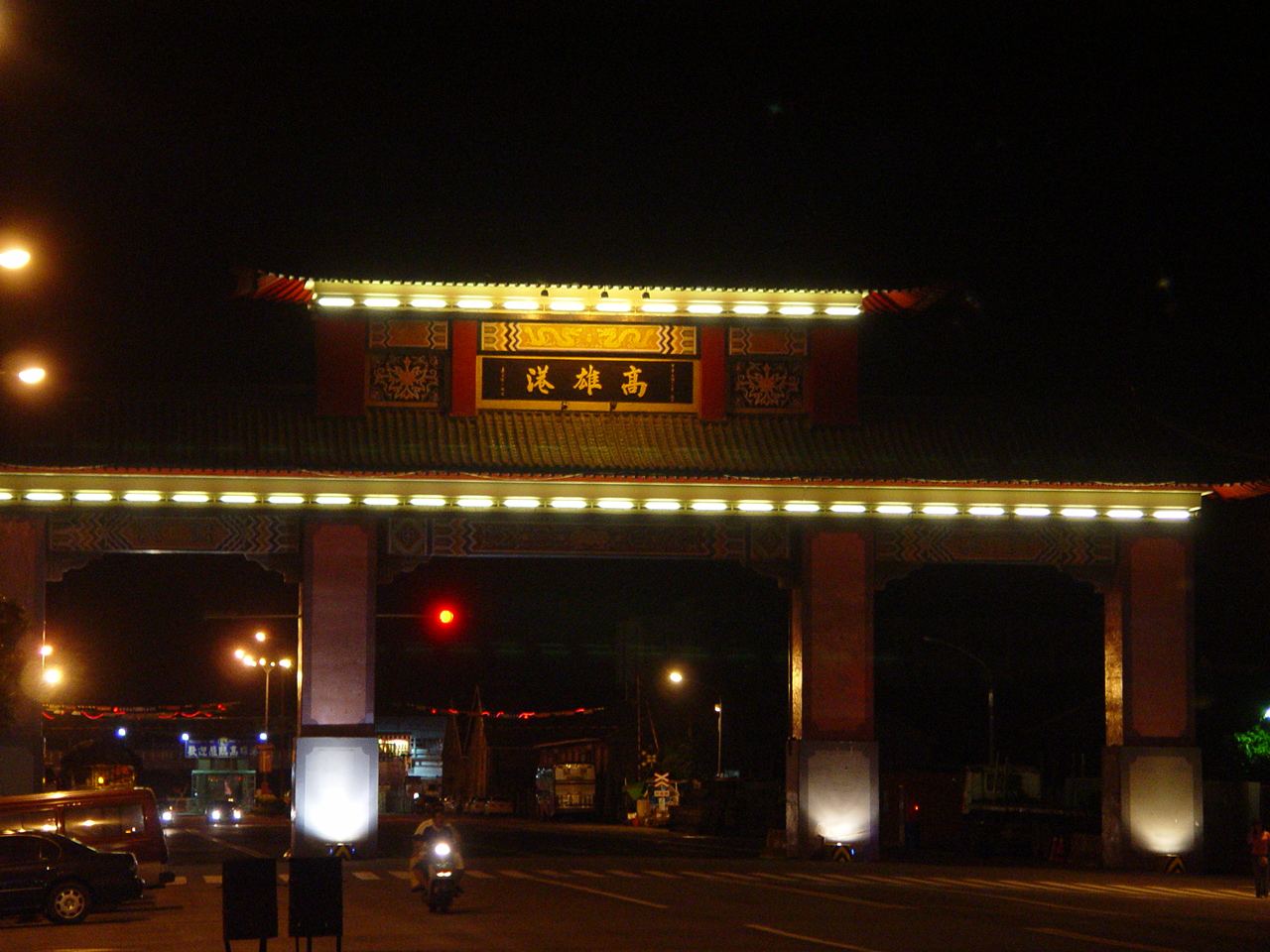
高雄港大門

### 省轄市時期（1945年 — 1979年）

1974年至2009年使用的舊高雄市市徽，圖像為一黃色「高」字及藍色齒輪，代表著高雄工業的發展。

1945年（民國34年）11月8日，中華民國台灣省行政長官公署指派連謀接管高雄市；12月6日，正式成立高雄市政府，市治仍設於舊市政府，連謀為首任市長。1946年1月，行政區合併縮編為鹽埕、鼓山、左營、楠梓、三民、新興、前金、連雅（1952年更名為苓雅）、前鎮、旗津十區。1947年5月，台灣省行政長官公署改制為省政府，高雄市仍為省轄市。1950年台灣地方行政區劃調整，屏東縣從高雄縣中劃出，「高雄」的行政範圍抵定至今。由於二戰期間的嚴重破壞，高雄港務局於1945年到1952年間進行清港與碼頭重建的工作。由於清港費用過於龐大，當時中華民國政府因而決定高雄港、市分治。
1946年時，市政府統計高雄市內有218家大小工廠，其中戰後新設者有62家。戰前受僱於工廠員工約有萬名；戰後初期則減少到不足六千，其中僱員較多的工廠包括台灣水泥高雄工廠、台灣機械、台灣窯業等。同時，其他接收日本既有產業而來的台灣鋁業、台灣製鹼、台灣肥料與高雄煉油廠等也開始修復或生產。
1953年起，中華民國政府開始第一期四年經建計畫，高雄市工業經濟發展及建設為此一時期經建計畫的重心。1958年，繼續擬訂高雄港十二年擴建計畫，高雄港臨海工業區也在這一時期開闢完成。1962年後，為吸引外資進駐，高雄港開始實施「加工出口區設置條例」，高雄港清港工作也在1964年時漸近尾聲。當時台灣產業開始起飛，鋼鐵需求增加，拆船業規模也隨之急遽擴張。1966年，高雄臨海工業區及高雄加工出口區第一期工程的完工，成為高雄港市變遷中最大的地標。1969年，高雄第二港口開始興建，1970年代十大建設中有5項與高雄有關，分別為中山高速公路、鐵路電氣化、大造船廠、煉鋼廠、石化廠，都大幅加速高雄的發展，隨著一批新的重工業設施相繼落成，高雄作為台灣工業之都的角色從此確立；而由於重工業的高度擴張，加上1975年高雄第二港口完工啟用，高雄港的貨運量也逐年上升並開始進行另一波擴建；而高雄都市的發展區域亦以高雄車站為中心，持續向南、東、北三個方向發展。

### 直轄市時期（1979年— 2010年）

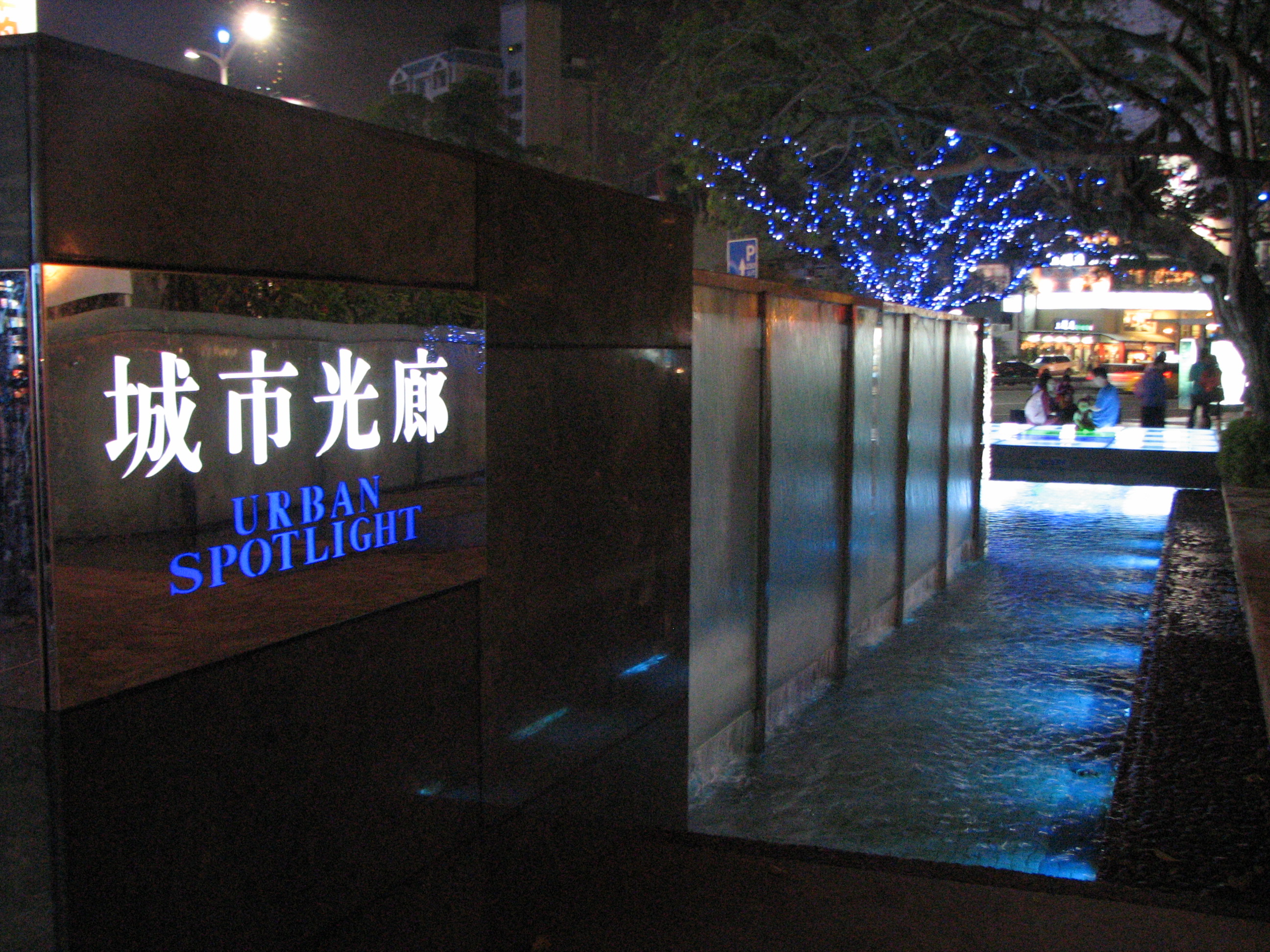
城市光廊

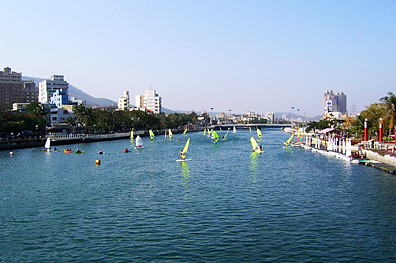
愛河上的帆船

高雄市LOGO是為迎接2000年、21世紀的到來，於1999年的甄選作品，以輪船形象與「高」字結合而成，成為除了市徽之外的另一個象徵標誌。

民國64年（1975年）高雄市成為台北市之後第二個人口超過百萬的台灣都市，中華民國政府考慮平衡南北發展，於1979年7月1日起，高雄市升格為台灣的第二個直轄市，並將高雄縣小港鄉併入高雄市改為小港區。並於1994年12月3日選出第一任民選直轄市長。值得一提的是—發生於1979年12月10日的美麗島事件，事件現場即為高雄市中心的新興圓環、大港埔圓環與中山一路周圍地帶（原本黨外人士申請的集會地點為扶輪公園，即現今中央公園的一部分），因此又被稱為「高雄事件」；美麗島事件的導火線之一「鼓山事件」亦於高雄市發生。在這樣的歷史淵源之下，高雄成為往後多數泛綠政治人物所認定的「民主聖地」之一。
2000年之後，隨著愛河及前鎮運河的整治成功，以及市政府對各項文化、休閒設施的修建轉趨積極，高雄市逐漸擺脫多年來「工業重鎮，文化沙漠」的刻板印象；之後更於2004年5月成功取得2009年世界運動會的主辦權。都市發展上，除了範圍較大的商圈（三多商圈、新堀江商圈等）陸續興起外，位於愛河凹子底段北側的農十六重劃區，未來的開發動向亦頗受關注；各項觀光景點及文化園區（城市光廊、高字塔文化園區等）的大力整建，也為高雄帶來另一番不同於過去工業港市的風貌；陸續推動的交通建設（捷運、鐵路地下化、環狀輕軌）亦將帶來交通紓解上的助益。

### 行政區重劃（2010年之後）
2010年12月25日，中華民國政府調整臺灣行政區劃，高雄市與高雄縣合併改制為高雄市，第一任民選市長由陳菊出任。
2018年11月24日，國民黨籍高雄市長候選人韓國瑜當選高雄市長。為合併後首任國民黨籍市長。也是自前高雄市20年與前高雄縣33年來第一位國民黨籍市長。

## 政治事件

### 荷屬時期反荷起事
明永曆六年（1652年），郭懷一在台南起事反荷事敗戰死，其部眾退至今高雄市岡山區後紅仔一帶，終被攻破，餘屬逃到內門避難開墾。

### 清治時期民亂起事
- 康熙六十年（1721年），由於清政府官方苛稅擾民引起民亂，史稱鴨母王朱一貴事件，義軍取道岡山，攻占台南府城，號稱中興王，後因內部不和自相殘殺，很快被敉平。[35]
- 雍正十年（1732年）彰化大甲西社的土蕃騷動，鳳山吳福星乘清政府守兵赴北討蕃之隙，於序頭山、赤山各處高懸抗清旗幟，並意圖攻陷鳳山，起事者先焚燒岡山舊汎塘，接下來進攻舊縣城埤頭，守備張玉等戰死，萬丹巡檢署亦被燬。翌年四月為總兵王郡及李榮等分三面夾攻，一路由高雄旗后，一路對鳳山縣城所在地進攻，而另一路由南部埤頭登陸，攻破萬丹抗清基地，平復民亂。
- 乾隆三十五年（1770年）時，善化地區的黃教教徒起事，根據記載黃教原本為盜牛賊，但心懷大志，痛心台灣被清廷所佔，於是乃廣招亡命之徒並以兄弟相稱。10月1日，以朱一德為軍師，並與陳宗寬、鄭純石等共同起事，樹旗於岡山，大肆殲殺附近官兵，翌年3月27日，當時台灣知府鄒應元率兵平亂，黃教教徒敗走，最後不知去向。此舉清廷謂之「黃教之亂」。[36]
- 乾隆五十二年（1787年），莊大田響應中部林爽文起義，攻陷設在左營的鳳山縣城。乾隆五十三年（1788年），戰亂平息後，清政府將縣治遷至埤頭街另建新城，即今日鳳山區，左營因此被稱為舊城。[37]

### 日治時期抗日活動
- 林少貓事件：明治卅年（1897年），林少貓攻打鳳山、潮州一帶；明治卅一年12月（1898年），攻打潮州辦務署，後經日人乃招撫，保證他可以屯兵居住於後壁林（今小港），並許以開墾荒地、釀酒、製糖的特權。明治卅二年（1899年），林少貓「歸順」；明治卅五年5月（1902年），日人背信，設陷誘殺林少貓。[38]

### 二二八事件（1947年）

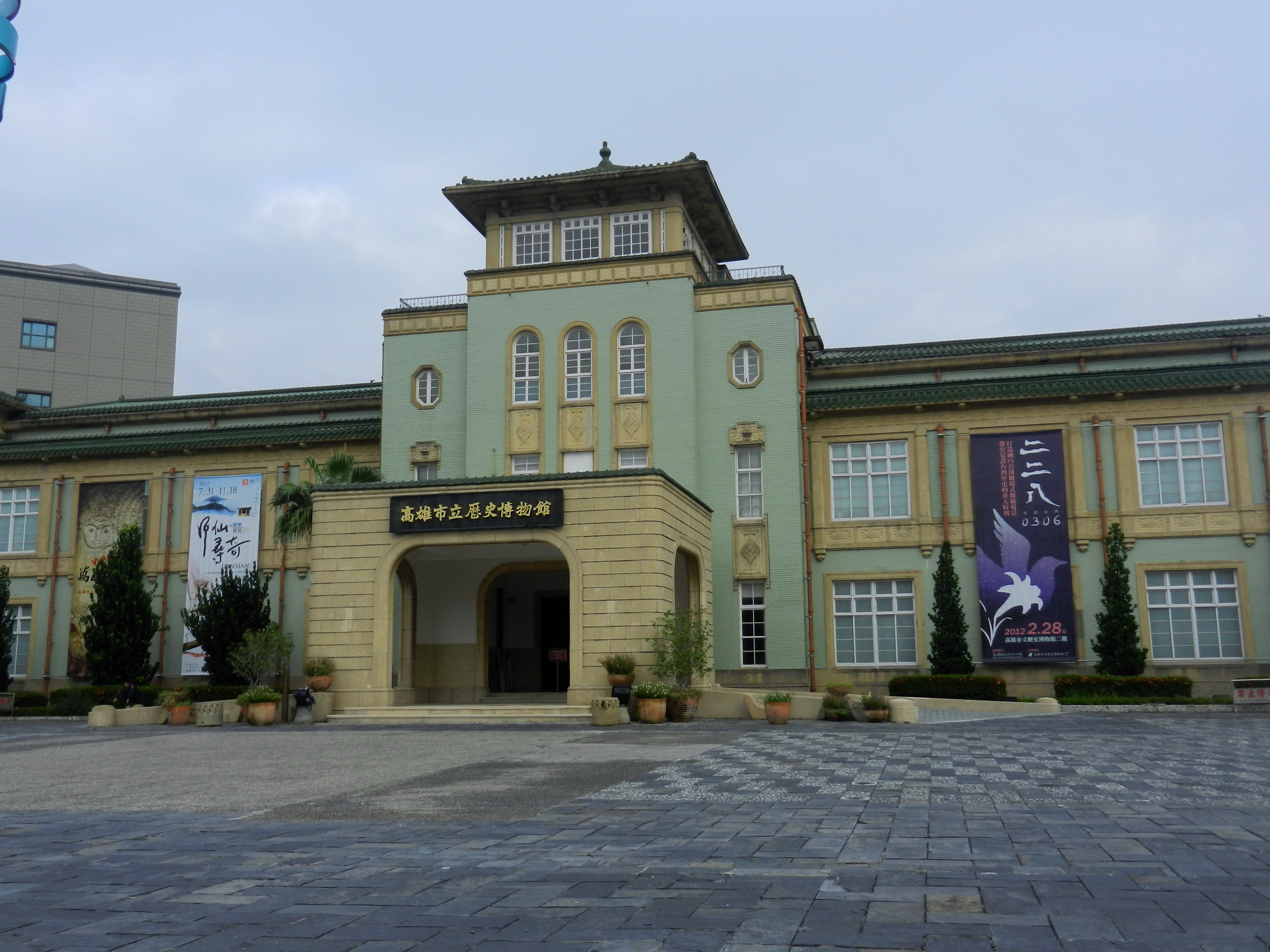
血腥屠殺地之一的高雄市政府

1947年2月28日，二二八事件爆發。3月3日，高雄市區開始出現騷亂與攻擊事件，中國軍隊以八門七五砲砲擊高雄市體育場（今二二八和平紀念公園），並向鼓山一路一帶掃射、封鎖，隨後高雄第一中學（今高雄中學）與其他學校的學生紛紛組成自衛隊。，受到連番襲擊的市區駐軍則撤退至壽山。市參議員與主要地方人士於3月5日成立「高雄二二八事件處理委員會」，在3月6日與高雄要塞司令彭孟緝談判，然而彭孟緝此時已開始下令軍隊於鼓山一帶以機槍進行掃射，並向愛河河畔的高雄市體育場（今仁愛公園）砲擊示威。
3月6日，包括市長黃仲圖在內的談判代表共七人，再度前往位於壽山上的高雄要塞司令部，但旋即遭到監禁，其中三人甚至被槍殺。不久之後，彭孟緝派遣何軍章領導軍隊全面進入市區鎮壓。軍隊兵分三路，於高雄車站、第一中學與附近區域大肆開槍掃射。
當時處理委員會和民眾因等待談判結果守在高雄市政府禮堂，卻遭到高雄要塞守備大隊陳國儒包圍後以手榴彈和掃射等手段屠殺，包含參議員黃賜、律師陳金能、參議員許秋粽、王定石等五、六十人遭到槍殺，躲藏在防空壕的民眾被軍隊丟入手榴彈，民眾跳入高雄愛河躲藏也遭軍隊開槍掃射。3月7日下午，部隊在高雄市區開始搶劫民戶、強暴婦女，造成高雄市區毀滅性的損害。
當時的參議員郭萬枝於之後受訪時提到，在屠殺中死亡的王定石不僅為高雄市漁會理事長，更為早稻田大學畢業的高材生，若未在這次事件中死亡，必能成為後來民選的高雄市市長。（pp. 298）在發生二二八事件後，包含高雄市議長彭清靠等知識分子，皆不願意再參與公共議題討論。（pp. 301）

### 美麗島事件（1979年）
11月30日時「台灣人權委員會」以世界人權日為由向高雄市第一分局提出遊行申請，要求在12月10日下午舉行遊行活動，但一直都未獲高雄市警察局批准。在多次嘗試失敗後，非屬當時執政的國民黨的黨外人士仍決定依原定計畫在高雄舉行遊行。但在12月9日時，執政的國民黨政府以將舉行演習為由，宣佈將在翌日禁止任何示威遊行活動。但當時的美麗島雜誌社高雄服務處為舉辦「人權座談會」，仍出動兩部宣傳車進行宣傳，在鼓山區被警方攔截，發生爭執，二名義工邱勝雄、姚國建被捕。於是雜誌社人員與支持者前往鼓山警局聲援，並引發警民小規模衝突。邱勝雄與姚國建在12月10日凌晨被警方釋放，此一事件也被稱為鼓山事件。
而由於鼓山事件的爆發，使得不少原本無意參與12月10日國際人權日活動的黨外人士也紛紛前往高雄市參與活動，12月10日晚上6時，遊行隊伍出發前往集會地點，但由於原定集會地點扶輪公園已被當時的國民黨政府封鎖，遊行隊伍臨時改變集會地點為中正路新興分局前的大圓環。
遊行隊伍到達圓環集會地點後，首先由黃信介發表談話，但遊行隊伍就隨即被鎮暴警察包圍。總指揮施明德與姚嘉文出面與警方談判，提出要求警方允許他們在原定地點集會到晚上11點，並撤回鎮暴部隊讓警察可以到現場維護秩序，但要求被駁回。晚上8時30分，鎮暴警察在遊行現場開始噴射催淚氣體，現場開始失去控制並爆發衝突。晚間10時許，警方繼續增派警力，警民之間爆發更大規模的衝突。
12月13日起，蔣經國政府開始逮捕黨外人士。1980年2月20日，警總軍法處以叛亂罪將黃信介、施明德、張俊宏、姚嘉文、林義雄、陳菊、呂秀蓮、林弘宣等人起訴，其他30多人則在一般法庭遭到起訴。在張德銘、陳繼盛等人的協助下，被告方開始聘請辯護律師，最後組成了一個15人的律師團，每名被告有兩名律師協助辯護。最後判決結果，8人全部有罪，施明德被判無期徒刑，黃信介14年有期徒刑，其餘6人12年有期徒刑。

## 家族與地方派系

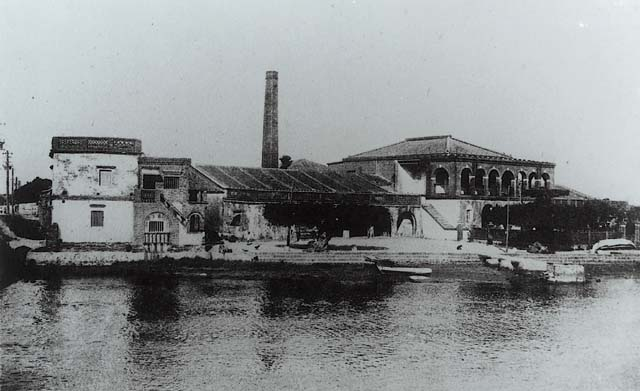
陳中和物產株式會社的精米工廠。

### 陳氏家族
陳氏家族為高雄市地區的重要望族，陳氏家族中最早在高雄地區發跡的為陳中和（1853年—1930年）為清治及日治時期台灣重要的企業家及富商。1904年時，陳中和因配合日本「米糖王國」政策設立「新興製糖」，其為台灣最早的本土糖業，1920年時獲利最高，達124.56％。1923年，成立「陳中和物產株式會社」，營業項目包括農產物種植買賣、土地與建物賃貸、碾米相關行業、海外貿易與其它投資事業等，涵蓋範圍之廣，儼然稱霸南台灣。
陳氏家族在高雄市政界具有相當的影響力，陳中和後代陳啟川、陳啟清、陳田錨等均從政。在高雄醫學大學創辦之初，陳家也曾捐地資助，其中一棟校舍落成後即以「啟川樓」為名。陳啟川在日治時期已活躍於當時的政壇並出任州議員，並曾於國民政府之後，自1960年起擔任兩屆高雄市長。另外，高雄市議會的前議長陳田錨，也是為出身陳家的政治人物，陳田錨總計共擔任過五屆議長，合計22年又2個月，擔任過八屆議員，長達32年1個月又8天，為高雄市議會中歷任最久的議員及議長。

### 其他家族
除了陳家以外，包含彭明敏在內的鳳山彭氏家族，在醫療界與基督教會也頗為活躍。其家族早期成員彭根是過去阿猴教會的首任傳道師。
包括延續自日治時代的陳家，在1990年代，另有兩個家族在高雄市被連同稱做「三大家族」，即王家（王玉雲、王志雄、王世雄）；朱家（朱安雄）；後來的黃啟川也被歸類在家族政治之中。

### 原高雄縣地方派系
原高雄縣在五都改制前，政壇一般認為分為三大派系，其派系之分乃是來自第一屆縣長選舉，當時參與競選的候選人為獲國民黨提名的洪榮華，自行參選的陳新安，以及當時高雄區水利會的主任委員余登發。陳新安第一次投票時獲得最多選票。但依照當時選舉之規定，候選人需獲得百分之五十以上之選票方為當選，但陳新安在第二次投票時，雖然獲得余登發勢力的幫助，仍以二千多票的差距敗給洪榮華。這一次的選舉使得不同候選人的支持群眾之間壁壘分明，為區別不同之陣營，洪榮華主導的勢力被稱為紅派（洪派），而陳新安勢力則被稱為白派，並逐漸成為兩大主導高雄縣政壇之政治勢力，但在1960年余登發當選第四屆高雄縣長後，余氏家族，即所謂的黑派，在高雄縣政壇開始迅速崛起，高雄縣勢力便成三足鼎立的局面。在14屆高雄縣長選舉中，紅派當選3屆，白派當選4屆，黑派當選7屆。現在高雄紅派的代表人物是前行政院秘書長林益世，還有曾擔任兩屆鳳山市（今日鳳山區）市長，三屆縣議員的黃八野，以及他的兒子 黃璽文，黃璽文隨父親長期在地方經營，曾擔任第十四屆縣議會副議長、第十五屆縣議員，擔任白派的代表人物是立法院長王金平，黑派則以余登發後人的余政憲等為代表。

## 經濟活動

### 窯業
早期台灣傳統民間建築的屋頂以紅瓦為主要的材料，清治時期均由唐山海運抵台，直到清代末葉，人口激增台灣才有瓦窯的設立。南部的瓦窯大多分佈在台南縣六甲二鎮、高雄縣旗山鎮溪洲及大樹鄉大樹、竹寮兩村。巔峰時期在大樹鄉部份曾達二十多座瓦窯，所產的紅瓦等建築材料銷遍高雄、澎湖、屏東、台南四縣市。但因建築方式改變及建築材料的革新，紅瓦窯也逐漸沒落。目前瓦窯僅剩高屏舊鐵橋北方的三和瓦窯中的三座窯，所生產的磚瓦大多供作傳統式建材與古蹟修繕之用。

### 鹽業
高雄的鹽田歷史可以遠溯自明鄭時期。早期台灣所需食鹽仰賴中國商人定期由中國進口，而在1661年後的明鄭時期，清帝國開始對台灣實施經濟封鎖，使得鹽源中斷，於是參軍陳永華首先於台南瀨口地區教導台灣人民引海水製鹽，為台灣鹽業的開端。之後又分別於今日臺南市永康區與高雄市鹽埕區闢建洲仔尾鹽田與打狗鹽田，食鹽由民間自由產銷，官方僅就鹽埕面積課徵鹽埕稅。當時的瀨口鹽埕、洲子尾鹽埕、打狗鹽埕為台灣三大古鹽場，直到1895年割讓台灣後方告終止。在此近170年間，在高雄地區陸續又闢建瀨西場（高雄彌陀鹽田）、瀨東場（高雄大林蒲鹽田）。日治時期時高雄地區再新增北門中洲、蚵寮與高雄鹽埕鹽田等。
日治後期在台灣總督府之策劃之下，於1930年代以改進台灣曬鹽工業為由，有計畫的引進日本財團資金，陸續新闢台南四草、布袋新塭、高雄竹滬、七股台區與中寮、頂山、後港等新式鹽田，隨即又由台灣製鹽株式會社大舉併購由台灣人所持有的鹽田，台灣曬鹽產業遂由民間自由生產與會社多元經營型態轉變成台灣製鹽、南日本鹽業及鐘淵曹達三大會社寡占之局面。1945年日本戰敗投降由國民政府接收台灣之後，也自日治政府接收所有會社曬鹽場，日本雖於1952年簽署舊金山和約放棄台灣主權，但因當時的國民政府因內戰失敗遷台無暇接收鹽業，乃成立台灣製鹽總廠繼續從事鹽業生產，1947年3月12日訂頒之鹽政條例後鹽業方始正式移植台灣。
但二戰後所成立的台鹽因受限於天候條件，始終無法與低廉的進口曬鹽競爭，2002年5月台鹽宣告停止曬鹽，鹽田土地移轉台灣財政部國有財產局接管，台灣之曬鹽產業從此劃下句點。

### 水產業與漁業

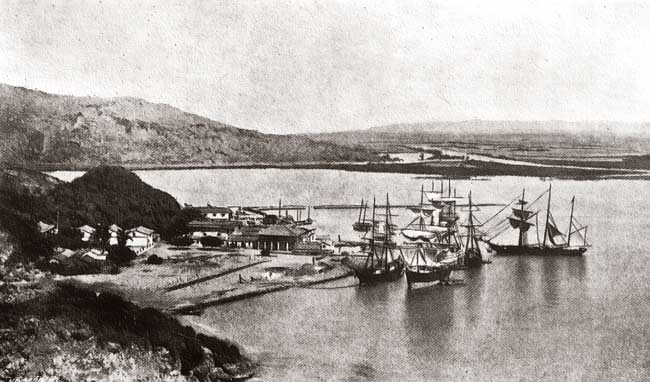
1867年的打狗港哨船頭

打狗位於南台灣主要漁場之中心地區，從南洋北上而來的黑潮，到了台灣南端的鵝巒鼻後分流，一支順著太平洋沿岸繼續北上，另一支則由西部沿岸進入澎湖水道，與北來的中國沿岸流交會，導致魚群大量聚集於此處。早期打狗近海海面盛產鮪魚、旗魚、鯉魚、飛魚等魚類，冬季則以盛產烏魚聞名。尤其是烏魚，一到冬季便自北方南下，到溫暖的海域產卵，許多閩粵居民也這樣追逐烏魚群來到打狗港。自荷屬時期開始打狗即是台灣的漁業重鎮。但初期打狗的漁民主要以筏或舢舨船，進行近海漁撈為主，所得之漁貨主要運往紅毛港及旗后等魚市場拍賣。
日治時期大正元年（1912年）打狗港第一期築港工程之後，哨船頭運河週邊開始提供寬廣的漁船停泊船渠、魚市場設施、整修鐵工所、製冰廠、冷凍廠等，因此漁業基地便開始集中至哨船頭運河口。大正8年（1919年），鼓山魚市場和在哨船頭對岸的哈瑪星渡船場落成啟用。昭和2年（1927年），可容納50噸以下漁船150艘的鼓山漁港建設完成，哈瑪星開始取代哨船頭成為高雄漁業中心。

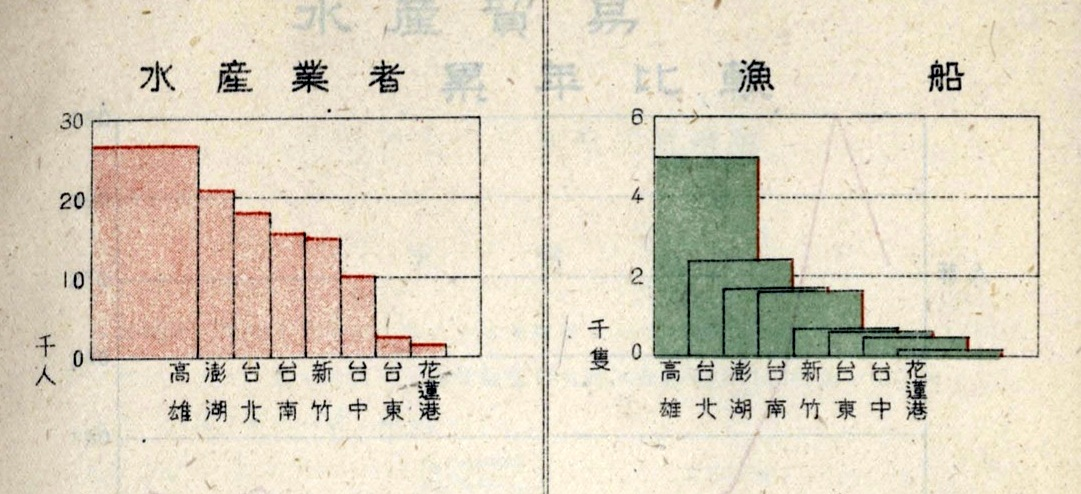
1943年《臺灣水產統計》中的台灣各州廳水產業者與漁船數量比較圖，高雄州為其中最高者。

在漁業發展方面，根據大正13年（1924年）統計，高雄地區有竹筏310餘隻，帆船50餘艘，發動機漁船12艘，漁獲量不多。於是台灣總督府、高雄州及水產會分別訂定獎勵及輔導措施，致力提昇漁業發展，昭和8年統計時（1933年），共有動力漁船202艘，日本型帆船41艘，中國式帆船24艘，竹筏有643隻。而中國式帆船、竹筏大多為台灣漁民所有，動力漁船及日本型帆船則大多為沖繩漁民所有。
1946年，接收台灣的國民政府將日治時期的「高雄漁業會」改組為「高雄市漁會」。1948年設漁會信用部辦理漁會會員個融資事宜，並鼓勵漁民增購漁船設備及更新漁船，促進漁業現代化。1951年以後，隨著各種經濟外援的增加，台灣政府不斷鼓勵漁業界運用外援專業貸款建造新型鋼殼漁船，並積極拓展國外漁業整補基地，使高雄漁業由近海漁業逐建邁向遠洋漁業，並成為國際上鮪魚、魷魚主要生產國之一。
但由於遠洋漁業的發展、遠洋漁船數量的不斷增多及噸位不斷增加的情況之下，鼓山漁港與魚市場的規模開始不敷使用。1963年至1967年之間，嚴家淦內閣乃於前鎮地區另行闢建遠洋漁船基地。1975年高雄港第二港口完工，遠洋漁船紛紛改往前鎮漁港停泊。1986年再在前鎮漁港擴建新式漁業專用碼頭，可容納100噸以上漁船600艘，區內畫分為製冰、冷凍加工區、棧械修理區、漁產加工區、漁具供應區、倉庫區、商業區、油庫、魚貨拍賣場、漁民福利中心等，使前鎮漁港成為台灣最大的漁業中心。
而近海漁業則因過度撈捕使得近海漁源日漸枯萎，加上勞工短缺，使得漁獲量日漸衰微，因此前來鼓山魚市場停泊的近海漁船也日漸減少。1984年高雄區漁會遷移至前鎮漁業大樓之後，漁業相關的產業如漁業公司、商行、五金行、照相館、製冰廠等，亦隨之遷移或沒落，鼓山魚市場也開始漸漸淡出歷史。近年來，高雄市政府乃將哨船頭碼頭重新規劃為觀光碼頭，以期能重新找回昔日的繁榮。

### 農業

#### 製糖

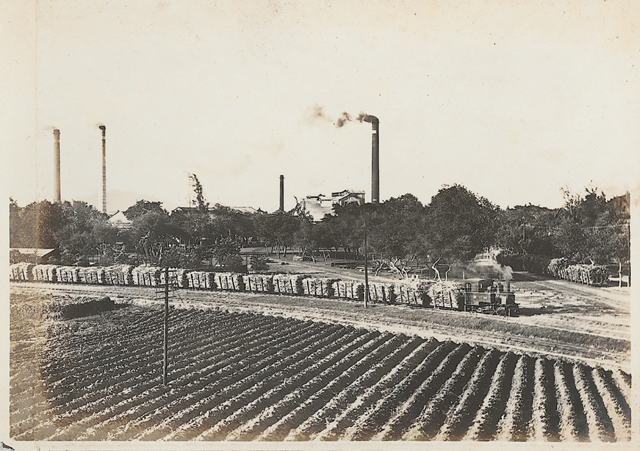
日治時期的橋仔頭糖廠及糖業鐵路。

南台灣的砂糖貿易早在十九世紀初期便已十分興盛，當時主要的貿易對象以中國為主，當時每年砂糖貿易總值約五十萬墨西哥銀幣。羅賓內洋行（Robinet & Co.），是最先在打狗地區開港前最早登岸設立洋行的美商。1854年至1857年間，與香港美商Gideon Nye & Co合作，並由台灣府道台獲得樟腦專賣權，在打狗設行，買賣樟腦、茶、糖、豆類。
另一位美商Crosbie船長也於1855年早期進入高雄和當時的台灣府道台協商，並取得砂糖與稻米貿易的資格。根據1855年7月28日《舊金山每日前鋒報》（San Francisco Daily Herald）的報導，他以稻米及砂糖每100袋1美元，鴉片每捆50分的價格，以及100美元的港口稅購入一船貨物。
日治時期，1901年日本總督府在總督後藤新平主導下，引進三井財團及鈴木藤三郎等四百餘位技師，在橋仔頭發展新糖廠，使台灣的糖業在最初設廠的十年之內便增產十倍，成為世界糖業經濟的奇蹟，加上當時歐洲大戰前後的歐洲各國之間無法取得平衡的砂糖關稅和補助問題，使得台灣砂糖在國際間的價格極被看好。而1920年代時由於國際糖價高漲，使得這個時期成為糖業黃金時期。1932年砂糖生產量高達九百六十萬公擔，成為日本帝國的重要經濟支柱，也造成橋仔頭當地土地、農業、工廠、交通、金融等產業大革命，但由於甘蔗的收購價格由糖廠決定，導致甘蔗的收購價長期低落，蔗農生活困苦，因此日治時期台灣蔗農流傳一句俗諺：「第一戇，載甘蔗予會社磅」。
1900年，橋仔頭糖廠施工前，日治政府便開始設立火車站及郵便電信局等基礎設施，開始為橋仔頭地區帶來交通活絡的影響。1901年2月，糖廠開始於「台南縣仁壽下里橋仔頭庄大路墘」著手施工，除了完成工廠內貨運鐵路支線、進口製糖機器等硬體規劃外，並開始與附近村落交涉收購甘蔗。橋仔頭糖廠是目前所知全台灣首座鋼架建築。1903年，以耕牛來牽拉的牛牽輕便軌道在橋仔頭舖設，這也是五分仔鐵路的前身。4年後，載運甘蔗專用的五分仔鐵路正式誕生。1904年時，高雄望族陳家也因配合日本「米糖王國」政策，設立新興製糖，為台灣最早的本土糖業。1905年，橋仔頭地區開始有電話線的架設。1907年，橋仔頭的第二製糖工廠設立。隔年另成立橋仔頭酒精工廠，蒸餾甘蔗製糖後酒精，這也是台灣第一座生產酒精的工廠。1909年，成立橋仔頭鑄物工廠（即台灣機械公司前身）。1910年，台灣總督佐久間左馬太陪同英國大使到橋仔頭參觀台灣糖業的發展成果。隨著橋仔頭經驗的成功，新式糖廠在台灣如雨後春筍般設立。全台都以橋仔頭模式經營，其中以現今屏東地區的阿緱糖廠規模最大。而除了橋仔頭之外，旗山也是高雄地區製糖重鎮，旗山糖廠成立於1908年，並成立日本高砂製糖株式會杜，成立初期壓榨甘蔗能力為每日1,000公噸，隔年再與鹽水港製糖株式會杜合併，並改名台灣製糖株式會社旗尾製糖廠所，同時改製白砂糖，可日產1,800公噸，1910年時並設置旗山車站，並以俗稱「鐵籠車仔」的小火車來往於旗山、九曲堂、鳳山和屏東之間運送糖料及搭載乘客。此外，日治政府為滿足砂糖貿易的需要，更廢掉清治時期稅收最豐富的瀨南鹽場（今鹽埕區），全力發展高雄港以利砂糖外銷，這也促成1924年高雄市的設立。
日治末期，隨著日本軍國主義的南進政策，日治政府開始推展「工業化台灣」的策略。開始研發的製糖相關產業，諸如無水酒精、紙漿原料及酵母等副產品，原來的單純的食品加工業開始轉變為「甘蔗化學工業」。昭和19年（1944年），鳳山小港成立東亞製紙株式會社，原計畫利用台灣製糖會社後壁林廠提供的蔗渣為原料製造牛皮紙，但因二戰遭盟軍轟炸，故最後並未能正式動工。
二戰後，由於台灣政府南糖北米的政策，砂糖出口仍繼續為當時的台灣賺取巨額的外匯，對穩定戰後的台灣經濟深具意義，一直到1963年，蔗糖始終是外銷產品的第一位。但1960年代開始的產業轉型，加上1966年國際糖價爆跌，使得台灣的糖業地位漸漸為加工生產所取代。

#### 稻米
高雄縣的美濃及旗山為高雄地區的穀倉，早期栽種的稻作為在來米。在清治時期的美濃地區，水利設施共有龍庄水圳和中圳埤兩個系統。龍肚水圳是乾隆三年（西元1738年）由龍肚庄鍾丁伯率先捐資領眾開鑿，工程款由龍肚河邊寮、橫山庄等地的農民集資。灌溉受益田地約數百甲，期間曾與鹽樹腳等庄因爭水廝打告到鳳山街衙門。而中圳埤是在道光八年（1828年）時大雨時，鄰近的羌仔寮溪與大坑溪水勢暴漲所形成的湖泊，主要供應美濃庄至月光山下的田地。
在清治時期美濃地區的水稻種植多是小地主擁地分配佃農種植。田租則採「分成制」，地主得稻作收成中的一成五至二成，而佃農則得八成至八成五，但到清治末期時，地主分配得六成，佃農僅得四成。且因耕地有限且移入的客家移民日漸增加，收益分配有限，以致光緒年間經常發生米糧短缺。
1904年時，日治政府對美濃地區進行土地丈量，在所做的基礎普查資料中，龍肚庄共有「上田」116甲。明治32年（1898年），為增加稅收及取消佃農制，日治政府公布《台灣地籍規則》和《土地調查規則》。明治41年（1908年）時，日治政府設立竹子門水力發電所，並計畫利用發電後的餘水灌溉。於是在美濃境內開鑿獅仔頭圳路，灌溉附近一帶44餘甲田地。後來歷經數次延伸圳路，至今共分「導水幹線」、「第一幹線」、「第二幹線」、「擴灌幹線（竹頭角幹線）」、「農地重劃圳路」等五個主要系統。而在建造獅仔頭大圳的同時，日治政府也在荖濃溪北岸建設堤防1,300多公尺，以防美濃南隆地區田地水淹之苦。大正9年（1920年）美濃正式實施街庄制。大正十年（1921年）時，美濃水稻種植面積共有4,600甲，農戶數達3,975戶，比旗山高出二倍。大正15年（1926年）開始由日本引進蓬萊米，但因對病蟲害抵抗力弱使得產量較低，因此種植面積不多。昭和6年（1931年），日治政府再開鑿龜山圳以灌溉南隆農場區域內的540甲田地。而經由獎勵水稻旱植、獎勵箕乾日曬法、蓬萊米的普及、除草機的引進、和獎勵直條法，在昭和十二年（1937年）時，美濃庄的農業總額達1,901,624日圓，其中米的產量是1,726,692日圓，佔總產額的90.8％。1950年之前，美濃地區水稻品種多為在來米，1956年之後蓬萊米的種植面積開始超越在來米。1949年之後，台灣政府開始實施三七五減租、公地放領、耕者有其田等土地政策，美濃地區高達74％的佃農，也因這一波土地改革，使得自耕農的數量增加到78％。
美濃的水稻栽種培面積在1940年時已有約7,000公頃，1976年最高時7,924公頃之譜。而傳統耕作的動力為水牛，1950年代時，美濃水牛總數高達2,998頭，但1970年代開始台灣水稻開始農機化，農戶普遍使用俗稱「鐵牛」的個人式耕耘機，除用水牛耙犁田地四周邊角之外，整地的工作均由大型曳引機取代，且因化肥也逐漸取代堆肥，使得牛糞的需求量減少，野外大量使用除草劑使得牛隻的食草缺乏，以及工業化後農業勞動人力的流失，使得水牛逐漸自台灣農業社會中消失。
但二戰後的台灣政府以低糧價政策控制整個糧食市場，意使稻米價格維持在低價，使工業化政策下大幅增多的勞工仍可以以低廉的糧食價格維持生活。但長期的低糧價政策，使得米價並未隨經濟增長而有所成長，這也使得稻農難以種植水稻維持家計。1966年高雄加工出口區設置後，更使得美濃農業人口僅剩11,156人，且多以女性勞動人口為主，而男性人口逐漸往工業發展。加上稻米種植技術改進，孫運璿內閣為因應稻米生產過剩而在1984年開始實施稻田轉作計畫。美濃地區稻米種植面積因此逐年遞減，至1994年時僅剩3860公頃。且隨著2002年台灣正式加入世界貿易組織（WTO），美濃地區傳統稻作景觀更加岌岌可危。

#### 菸草
日治時代，日本在台灣引進菸草種植，主要栽種於高雄美濃及花蓮地區，菸草種植除了引進大批日本移民外，也為這些地區引進移民式建築，最為人所知的便是菸樓。「菸樓」主要有兩種形式：大阪式與廣島式，建築差別在天窗的設置位置，美濃地區都是大阪式菸樓。大阪式菸樓的天窗設於太子樓兩面壁牆上，是極具地方歷史的建築物。菸樓主要用來燻烤菸葉，菸葉一年採收一次，時節約在農曆春節前後，當菸葉收成後，將菸葉夾於竹竿，上架於樓層內，以低溫火慢慢烘培，等到乾透之後，再分等級、包裝後送繳公賣局收購。菸葉鼎盛時期，美濃菸草產量可佔台灣總產量的四分之一，相較於其他作物，高收入的菸草業也奠定了當時美濃的經濟基礎。但1970年代時，由於產業變動使鄉村地區人口外流，菸作也慢慢消逝。
而在美濃菸草產業中的代表人物當屬美濃菸草大王林春雨。林春雨在昭和14年（1939年）開始種植當菸草，二戰之後的巔峰時期曾擁有20甲土地，16甲菸葉種植面積及菸樓10棟而成為美濃當時的首富。

#### 香蕉
台灣香蕉原從中國大陆引進，1960年代至1970年代為台灣經濟成長中的重要角色。日治時期，日治政府在台灣各地皆有種植香蕉，主要產地在台灣中南部地區，而高雄縣的旗山地區香蕉生產密度與產量冠於全台灣，故有「香蕉王國」的美譽。1909年（明治42年）時香蕉年產量6.322公噸，1935年（昭和10年）外銷量達到117.30公噸。而到了1967年外銷量為382.051公噸，佔總產量的58%，出口值佔總出口值的9.54%，1930年代與1960年代是台灣香蕉兩次黃金時期，外匯曾達台灣輸出的八分之一，但1967年黃葉病使台灣香蕉外銷受極大的打擊。

### 商業

#### 鹽埕區
1937年開幕的高雄銀座曾是高雄市的主要商圈，1938年創立的吉井百貨更是高雄第一家百貨公司，1958年開幕的大新百貨是第一間由台灣人開設的百貨公司，也當時曾是南臺灣最大的百貨公司、全臺灣第一間安裝電動手扶梯的百貨公司。越戰期間（1964年—1969年），位於鹽埕國小附近的「堀江商場」，舶來品充斥，顧客川流不息。堀江緣起自日治時期，高雄的愛河原有頭前、後璧兩條河道。高雄港築港計劃實施後，後壁港消失，但為疏通水量，便在現今七賢三路和瀨南中街附近挖掘水道，稱為堀江（貫穿聯鹽埕南北的小運河），堀江商場約崛起於1938年，當時這一帶稱為「堀江町」。二戰之後，堀江加蓋後稱為大溝頂，並漸漸地匯集了來自南部地區的移民人口。當時的台灣物資缺乏，加上政府當局限制人民出國觀光並實施貿易管制，一般商行很難取得舶來品。但堀江商場則因臨近高雄港，且高雄港的三號碼頭至十一號碼頭幾乎涵蓋整個鹽埕區，因此外籍船員常攜帶外國貨品和當地人交易，於是各地的水貨便漸漸集散於此，堀江地區也因而成為高雄及南台灣最有名的舶來品集散地。後來因為大溝頂一帶違章建築的拆除（五福路至大公路一段），使得部分商家遷徙到現在的商場，但隨著高雄市行政中心由鹽埕區移出，商業中心也由原本的大新百貨為主的堀江商圈向東轉移至新興區以大統百貨與新堀江購物中心為主的五福商圈。堀江商場已不復當年的榮景，鹽埕區的人口日漸減少，繁華的景象也逐年沒落。
1978年，台灣第一座地下街購物商場高雄地下街在舊市政府對面成立，共計三層，佔地共三萬坪，原先被視做鹽埕區恢復繁華的希望，但由於管理不易在1980年代中期成為治安死角而遭詬病，最後在1989年12月18日的一場空前大火中被燒毀，之後高雄市政府便開始回填地下街專作平面公園之用。
位於鹽埕區富野路一代，在1940至1950年代，為高雄地區贓物買賣的大本營，也是竊賊銷贓最便捷的地方，遂有「賊仔市」之名。而販賣的貨物，多以衣物及腳踏車為主，偶爾也有電器、珠寶之類。由於贓物價格低廉，光顧於此地商家者不乏其人，但隨著生活品質改善，高雄地區居民對於來歷不明的二手物品已不感興趣，也由於衣物及日常用品等贓物的來源漸漸中斷，目前僅存賊仔市俗稱而無實際銷贓交易存在。

#### 大統百貨與新堀江
1975年大統百貨在高雄市新興區開幕後，開始帶動鄰近玉竹街及新堀江的形成，但1995年的大統火災之後，大統人氣也隨之消散，新堀江商場和玉竹街也曾陷入低潮。而新堀江商場原本依附於大統商圈，原本是對應鹽埕區舶來品集散的堀江商場，商場內為許多一至二坪的營業門市。而新堀江商圈在大統百貨因大火沒落後並未隨之沒落，商場外圍的商圈，包括有奧斯卡電影院(今已歇業)、及流行服裝、飾品、小吃等攤販。

#### 三鳳中街
三鳳中街座落於高雄市建國三路以北與縱貫畫鐵路以南之間，此地位在日治時期臺灣話稱為「三塊厝」的地方，是一條集合南北雜貨販賣商的街道。為了因應華人過年時期辦年貨的習俗，每年過年前一個月至除夕夜是本街最熱鬧的時期，人潮擁擠、水洩不通，也是各家媒體採訪的焦點，時有「北迪化，南中街」的稱號。近幾年來因各大賣場的競爭，買賣盛況已經大不如前，為此，各商家在與經濟部配合協助下，成立「三鳳商機促進會」，並整修改建街道的硬體景觀與設施，以拉攏人潮回流。

### 工業

#### 水泥業
水泥約在1867年傳入台灣，當時被稱作紅毛土。1910年5月，淺野水泥株式會社在台北府前街設立台北出張所，由小田耕治出任首任所長，開發台灣方面事業，於1912年（大正元年）派人進行水泥原料調查，準備在台灣設廠製造水泥。經調查認為台南廳打狗山（即今日的高雄壽山，俗稱柴山）有足夠之石灰岩量可供製造水泥。1917年，高雄廠旋窯興建，建於柴山東側中間的區塊，為台灣首座水泥廠，同年並試車運轉，年產量為30,000公噸。
淺野水泥株式會社在高雄製造水泥的技術，原來採用原石Limestone燒成法，之後產量需求日增，所以改為生灰燒成法。1917年，經董事會之決議，編列八萬餘日圓進行製程改良，但改良並未成功。但即便如此，高雄地區所產之水泥，不但馳名全島，而且大量輸往對岸的福州、廈門、汕頭、香港，甚至遠至南洋等地。為因應日漸增加的需求，1930年及1943年擴建兩座乾式豎窯，三座窯水泥年產量為36萬噸。
二戰之後的台灣政府接管日治時代的水泥廠合併成立台灣水泥公司，但因戰亂產能降至90,000公噸。台泥公司其生產所需的原料及成品，即藉著愛河河道及鐵路鐵道，運送水泥原料、與將成品輸送到外地。1954年至1974年的廿年間，除將台灣水泥移轉民營外，另外還有永康、嘉新、建台、東南、啟信、亞洲、環球、正泰、信大、力霸、南華、欣欣、幸福等十三家加入民營水泥業的行列。1991年之後，為因應西部礦源枯竭，郝柏村內閣正式決定水泥業東移。也開啟了花蓮地區長達數年的環保抗爭。

#### 造船業
1937年6月，日本三菱重工業株式會社開始投資成立台灣船渠株式會社。1946年5月，成立台灣機械造船公司，由台灣船渠株式會社與位於高雄的株式會社台灣鐵工所、東光興業株式會社進行合併。1973年7月，中國造船公司成立，座落於小港區的臨海工業區內，是十大建設中第一個完成的重要建設，於1975年建廠同時，中船即承建美商44萬5千載重噸超級油輪。1977年7月，中國造船公司改為國營。2007年3月3日更名為台灣國際造船公司。

#### 鋼鐵業與拆船業
高雄市為台灣的重鎮鋼鐵產業及工業重鎮。1900年，台南府城到打狗的鐵路開始通車，為打狗現代化的第一步。1901年，日本三井集團在高雄縣橋仔頭設立第一座新式機械製糖場—台灣製糖株式會社，由於製糖業的高利潤是日本政府當時在台灣的重要經濟來源。於是為因應由台灣各製糖工廠對製糖機械的維修、製造等需求的打狗鐵工所便在1919年設立。1940年，唐榮在高雄成立了第一所由民間經營的唐榮鐵工所，以廢鋼為原料，以電爐進行煉鐵，是台灣首屈一指的鋼鐵廠，鼎盛時唐榮鐵工所軋鋼量曾佔全台灣一半。
1941年，太平洋戰爭開始，高雄港遭受美軍猛烈轟炸。1945年，日軍無條件投降時，高雄港內的沈船高達178艘。1946年，開始打撈港內沈船，也開始了高雄港拆船王國的一頁。沈船拆解後的廢鋼材料，成為鋼鐵業原料的來源。1960年，高雄臨海工業區設立，一貫作業的拆船業及煉鋼廠成立。1973年，高雄市創下世界拆船量第一的紀錄。
1975年，高雄港第二港口竣工，開始能通航十萬噸以上大型礦砂的燃煤船，促成了台灣及高雄鋼鐵工業的成長。中鋼公司於1977年起開始生產。而民間傳統的拆船業者，也發展至進口礦砂冶煉的一貫作業廠與電弧爐煉鋼廠。大型鋼鐵廠如盛餘、燁興、燁隆等鋼鐵公司相繼成立，產品也由以往內需型轉型出口貿易。高雄港的開發及台灣政府的政策，塑造了高雄為台灣的鋼鐵城市。

#### 石油化學工業
1941年，日治政府為因應二戰所需，在後勁設置第一座煉油廠，提供岡山空軍總部及左營海軍總部的軍需油料。1944年成立第六海軍燃料廠，為今高雄煉油廠之前身。戰後國民政府高雄地區重大的建設之一為中國石油股份有限公司（中油），1946年，國民政府接收合併日本海軍第六燃料廠、帝國石油株式會社、日本石油株式會社高雄製油所、日本石油株式會社苗栗製油所、台拓化學工業株式會社、天然瓦斯研究所等單位，在楠梓後勁地區成立中油，佔地約200公頃，曾帶動石化相關工業發展與台灣經濟成長。1968年4月10月，中油完成建設第一座輕油裂解工場。同年10月，高雄港擴建計畫完成，並完成大林埔外海浮筒及海底油管，可供大型油輪卸油。
1970年代開始，蔣經國內閣開始推動十大建設，中油在林園成立林園廠，增產石化基本原料。隨後二輕、三輕、四輕陸續開工；1975年底，完成林園、仁大（即仁武、大社）石化工業區後，石化業開始躍升為高雄縣最重要的產業。台灣石化業成為亞洲僅次於日本的石化業區域，同時也帶動下游塑膠、橡膠等工業的發展。1981年時，台灣石化業及其下游的產品（不包括紡織品）佔台灣總出口金額的16.4％，生產毛額佔製造業的總生產毛額12％。
不過，中油也是楠梓區居民與民意代表抗爭最激烈的議題，由於長期的排放廢氣，加上漏油等環保事件頻傳，後勁居民常以「地下水是黑的」，來形容中油對地方的危害，因此也面臨居民抗爭強烈要求遷廠的壓力。1986年2月20日，行政院院會通過輕油裂解更新計畫，預定1987年動工，1992年完成。1987年7月17日，第一場反五輕說明會在楠梓後勁夜市舉辦；7月24日，在西門圍場；8月5日，反五輕自救會成立。此後，展開長達5年以上的後勁反五輕環保自救運動，是為台灣1970年年代環保理念萌芽到1980年代環保運動抗爭的里程碑。

#### 加工出口區
加工出口區的構想形成於1960年代，當時台灣政府面臨財政困難、外匯短缺及失業率偏高等問題，極需發展外銷產業；時值歐、美、日等國家製造業外移，因此蔣經國政府及孫運璿內閣陸續施行「外國人投資條例」、「華僑回國投資條例」及「獎勵投資條例」等，並設立加工出口區。高雄港區的高雄加工區首創世界上此一類型之加工出口區，為兼具自由貿易區與工業區兩者之長的綜合園區，成立後僅2年餘區內已呈現飽和狀態（80家投資廠商），於是1968年繼續籌建楠梓加工出口區，於1973年建成。當時在加工出口區上下班時間皆可見到成群穿著作業服的男女作業員，創造出所謂的「台灣經濟奇蹟」。
1987年間，受台幣升值及國際市場分工的改變，台灣勞力密集產業面臨產業升級轉型的壓力，許多加工出口區的工廠撤資關廠、遷廠至勞動力更便宜的中國大陸和東南亞，繼續留在台灣的工廠則在1990年代開始，大量引進女性外籍勞工替代本國勞工從事生產線的工作。而因引進外勞，近年使得使楠梓的後勁又成為「外勞國際村」，外勞大半在長老教會、天主教堂聚會，形成後勁另一類型的新聚落。

#### 肥料工業
高雄地區的肥料工業基礎是在日治時期所奠定。最初設立的肥料工廠為硫酸錏廠。二戰後，成立台灣省高雄硫酸錏公司及台灣肥料股份有限公司，其中硫酸錏公司設備是由中國漢陽兵工廠拆解運至高雄，1940年開始建廠，位於中山路與民權路交會，原址原為日治時期的高雄鐵工所，為台灣首座自製肥料的工廠，主要生產無水氨、硫酸、硫酸銨等產品，在台灣農業發展上佔有相當重要的地位，當時與台灣鋁業公司並稱兩大，為重要人士參訪高雄必定行程之一。不過，由於時代變遷及產業轉移，公司經營虧損日大且設備老舊對當地污染甚鉅，高雄硫酸錏公司已於2002年關廠結束營運。

## 文化

### 文學
日治時期自1910年代到1930年代間，創辦於高雄地區的詩社有鳳崗吟社、旗津吟社、鼓山吟社、苓州吟社、鳳毛吟社、旗峯吟社、雄州吟社等，其中有八個詩社在1941年合組為高雄市吟會。生於福建漳州的鳳山人鄭坤五是畫家同時也是詩人與小說家，在新舊文學論戰時屬於舊文學陣營。出身台南鹽水的黃金川在1930年時與陳啟清結婚而移居高雄，其詩〈偶作〉等描寫苓雅寮景致。
高雄地區最具代表性的客家作家屬鍾理和。1915年時，鍾理和隨父親移居美濃，從小愛好文學，在家庭的支持下，鍾理和開始從事文學創作。鍾理和在19歲時愛上比他年長數歲的鍾台妹，但因不容於家族移居中国东北。1946年鍾理和返台應聘內埔初中任教，後因肺疾惡化去職，返美濃定居。鍾理和著名的著作有《笠山農場》、《奔逃》等，並常發表作品於《聯合副刊》。1960年時，鍾理和修訂小說《雨》時，舊疾復發，嗑血而死，得年45歲，作家張良澤稱鍾理和為「倒在血泊的筆耕者」。1979年時，台灣文學界林海音、李喬等六人具名，在高雄美濃發起籌建「鍾理和文學紀念館」，館內除了收藏鍾理和個人手稿及作品外，也收藏台灣其他作家的手稿。
1950年代後的著名詩人包括朱沉冬、莊金國、朱學恕及鍾順文等人，主要為強調台灣本土詩風。而小說家則以郭良蕙的小說《心鎖》一書被禁而名噪一時，而德馨室出版社印行在台灣戒嚴期間印行王詩琅全集及其他許多文學作品，亦頗受文學界稱許。其他著名的作家還包括1965年之後遷居高雄左營的葉石濤、1952年楊青矗、1985年由香港搬到高雄西子灣的余光中等人。
而高雄市政府則在2003年成立高雄文學館，除建置高雄作家資料專區與高雄文學發展大事紀路外，也將作家資料數位化，包含照片、簡歷、手稿及著作等。

### 美術

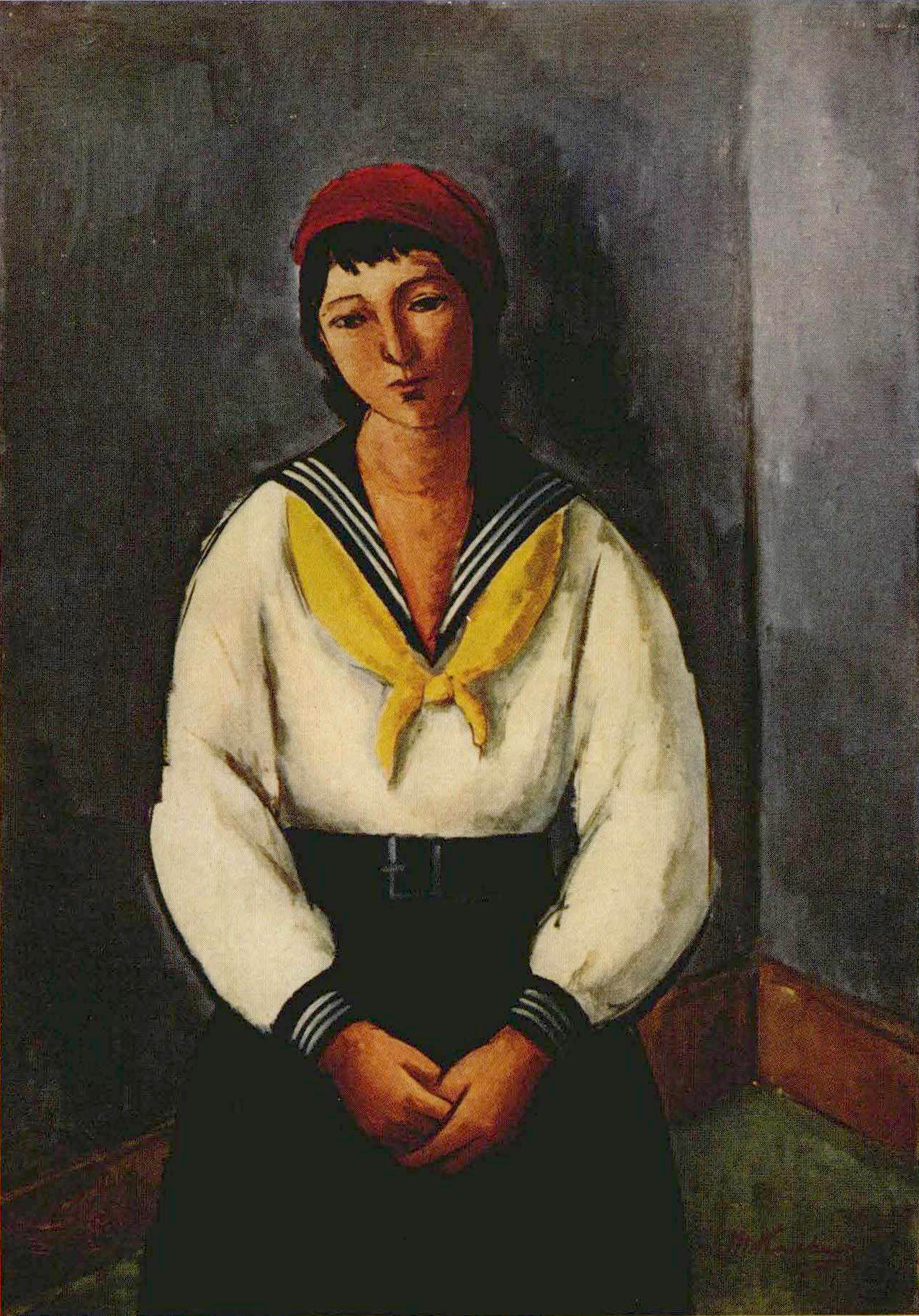
柏尾鞠子的画作《制服少女》，1932年。

日治時期，曾以高雄景色為題材的畫作有橫山精一的「高雄哨船頭街景」、與松本光治的「高雄風景」等。另外，在高雄讀小學與高等女學校的柏尾鞠子曾以作品《恩典》（惠み）入選第一回台灣美術展覽會，在第六回、第七回時也曾入選；後來早逝。其他活動於高雄地區的畫家還有水落光博、加藤不可止、齋藤岩太、歲田亨等。另外，「高雄州產業美術協會」則在1938年時創立，主要的業務是工藝和商業性美術的調查、研究，以及工藝品、圖案的受委託製作等。
戰後時期，在畫家劉啟祥的提倡下高雄當地的畫家於1952年2月10日籌組了高雄美術研究會。並且與台南和嘉義的畫會聯合，從1953年開始定期舉辦南部美術展覽會（簡稱「南部展」）。
出身澎湖的洪根深是當代主要活動於高雄的畫家之一，他在1972年時開始在高雄任教，曾經與其他本地藝術家創立「砂島畫會聯展」與「心象畫會」等。張啟華則出生於本地前鎮，與劉啟祥同為戰前出身的畫家，1960年代曾有一系列稱為《高雄風景》的畫作。在1985年，由當地藝術家為主要作者，純美術雙月刊《藝術界》發行，以探討與報導高雄文化活動為主。
美術館是在1985年開始規劃，1990年開始建設，到了1994年，位在內惟埤的高雄市立美術館開館。

### 音樂
漢人帶入南管音樂，在清朝時期高雄地區已有「清平閣」等館閣。在茄萣，日治初期所成立的「集聲社」、「頂茄萣振樂社」在當代仍有活動。在高雄地區共有過三十多個南管館閣，這些館閣除了多半與漢人的廟宇有關，南管、北管等傳統音樂，在日治時期也曾參與神社祭典。
1981年，高雄市成立了隸屬市政府的「高雄市管絃樂團」，後來先後改名成為「高雄市交響樂團」與「高雄市實驗交響樂團」。到了2000年，高雄市音樂館成立，樂團名稱也在同年改回高雄市交響樂團，2009年「財團法人高雄市交響樂團文化藝術教育基金會」改名為「財團法人高雄市愛樂文化藝術基金會」，並由文化局長史哲任董事長。
高雄市國樂團則是源於一個教師組成的樂團，在1989年改為「高雄市實驗國樂團」。到了2000年，與交響樂團的改名相同，變更成為高雄市國樂團。

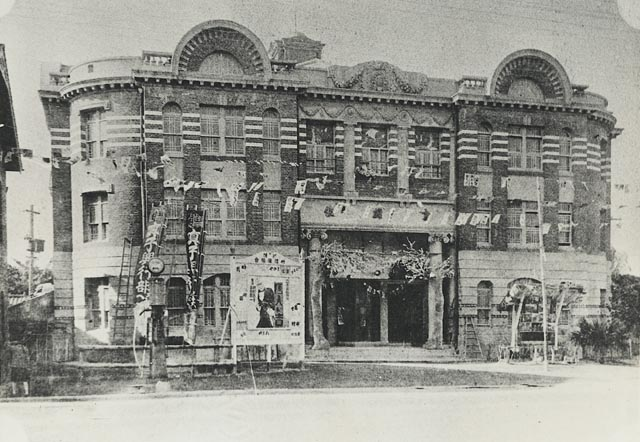
高雄劇場

### 電影
日本的電影先驅者高松豐次郎在1903年到台灣巡迴放映，他在1907年為影片《台灣實況紹介》拍攝了一系列影像，其中在高雄的部分，共針對車站與打狗港等景點拍攝了三卷。1909年由高松豐次郎興建的打狗座是高雄地區第一間戲院。在1930到40年代左右，高雄市區主要有六家電影院，包括1921年成立的高雄館(高雄劇場)、1929年的興隆座與青年館、1930年的金鵄館與壽星座，以及1940年的昭和館。1929年，高雄州映畫協會創立。1939年，鳳山郡映畫協會成立。這些協會從事映畫教育、介紹、器材等業務。
戰後初期，則有國民黨所接收的光復戲院（原金鵄館）和青年戲院（原青年館） 專門放映電影，以及其他一些包含京戲與歌仔戲演出的戲院。大舞台戲院則是成立於1947年。
1963年的《高雄發的尾班車》是台語電影，其中入鏡有大新百貨等景色。1975年的《八百壯士》則以愛河和高雄港做為「上海灘」和「長江口」場景。近年以高雄為主要場景的電影則有《天邊一朵雲》和《不能沒有你》等。

### 建築
高雄市有許多來自澎湖的建築人才，例如早期有來自馬公的蔡欲修，來自湖西的蕭佛助。陳仁和則是深根於高雄、臺灣戰後第一代重要的建築師。近年來高雄也有張瑪龍、陳玉霖等著名建築師。

### 傳統習俗與工藝

#### 油紙傘
彩繪的油紙傘為美濃特有的客家文化象徵之一。在早期客家庄裡，油紙傘除了是擋陽遮雨的日常用品外，也是嫁娶婚俗禮儀一項不可或缺的物品。由於「紙」與「子」諧音，故客家女性婚嫁時，女方通常會以兩把紙傘為嫁妝，一含「早生貴子」的意思，且「傘」字裡有四個人字，也象徵著多子多孫。而紙傘傘面張開後形成圓形，為祝福新人生活美滿圓滿的意思。
美濃的油紙傘製作技術引進約在日治時期的大正年間，是由林阿貴和吳振興延請中國製傘師父抵台傳授技藝。1960年代時，美濃紙傘業達到最興盛，美濃當地共有二十幾家紙傘廠且每年生產約二萬把以上。但之後由於台灣工業開始急速發展，機器所生產的洋傘價格低廉且耐用易於攜帶，使得洋傘逐漸取代油紙傘。但在1970年代之後，美濃旅遊觀光業漸漸興盛，使得油紙傘逐漸由原本實用的目的變為與觀光結合的地區文化。

#### 籮筐會
高雄岡山區的籮筐會每年舉辦3次，分別為農曆3月23日的媽祖誕辰，農曆8月14日中秋節前夕以及及農曆9月15日的義民節。籮筐會的起源有兩種傳說，一是早期居民為便於交易，自然集市，二是為紀念乾隆年間削竹為武器平定黃教之亂的義民的節日，居民每年到岡山憑弔，砍竹編製器皿以示不忘，久而久之便演變為竹器交易市場，目前已有二百餘年歷史。
八家將

### 相關公共建設
高雄市立高雄圖書館成立於1925年（其前身為「高雄州立民眾教育館」），1938年時已有藏書萬冊。戰後政府延續經營圖書館，1954年5月新館落成並且改成現今的名字。
1970年代時高雄有「文化沙漠」之稱。後來在的硬體建設上設置了包括1980年代興建的中正文化中心，一系列設立了美術館、科學工藝博物館等大型展覽館。高雄市議會在1995年通過成立文化局，到了2003年，高雄市政府文化局正式成立，許多原本隸屬教育局的文化機構開始改隸文化局。

## 教育
日治時期高雄市有四座州立學校，分別是1922年創立於三塊厝的高雄中學校、1924年在苓雅寮的高雄高等女學校、1937年在大港埔的高雄商業學校，以及1942年在灣仔內的高雄工業學校；市立學校則有1935年在戲獅甲創設的高雄商工專修學校、1936年的高雄淑德女學校，其中商工專修學校於戰後併入高雄工業學校，餘各校續存至今。另外還有數所小學校及公學校等。

## 外部連結
- 打狗城 高雄采風錄
- 赤腳的政治家余登發 （页面存档备份，存于）
- The Takao Club （页面存档备份，存于）
- Formosa （页面存档备份，存于）